# Glossaire de la boxe
 (juin 2023).
Si vous disposez d'ouvrages ou d'articles de référence ou si vous connaissez des sites web de qualité traitant du thème abordé ici, merci de compléter l'article en donnant les références utiles à sa vérifiabilité et en les liant à la section « Notes et références ».
 (juin 2023).
- Si vous ne connaissez pas le sujet, laissez ce bandeau (vous pouvez alors contacter les auteurs).
- Si vous supprimez le contenu mis en cause (vous pouvez préalablement contacter les auteurs),

argumentez précisément cette suppression dans la page de discussion
(un manque de référence n'est pas un argument ; une recherche réelle de référence doit avoir été effectuée, être formellement documentée).
 (octobre 2022).

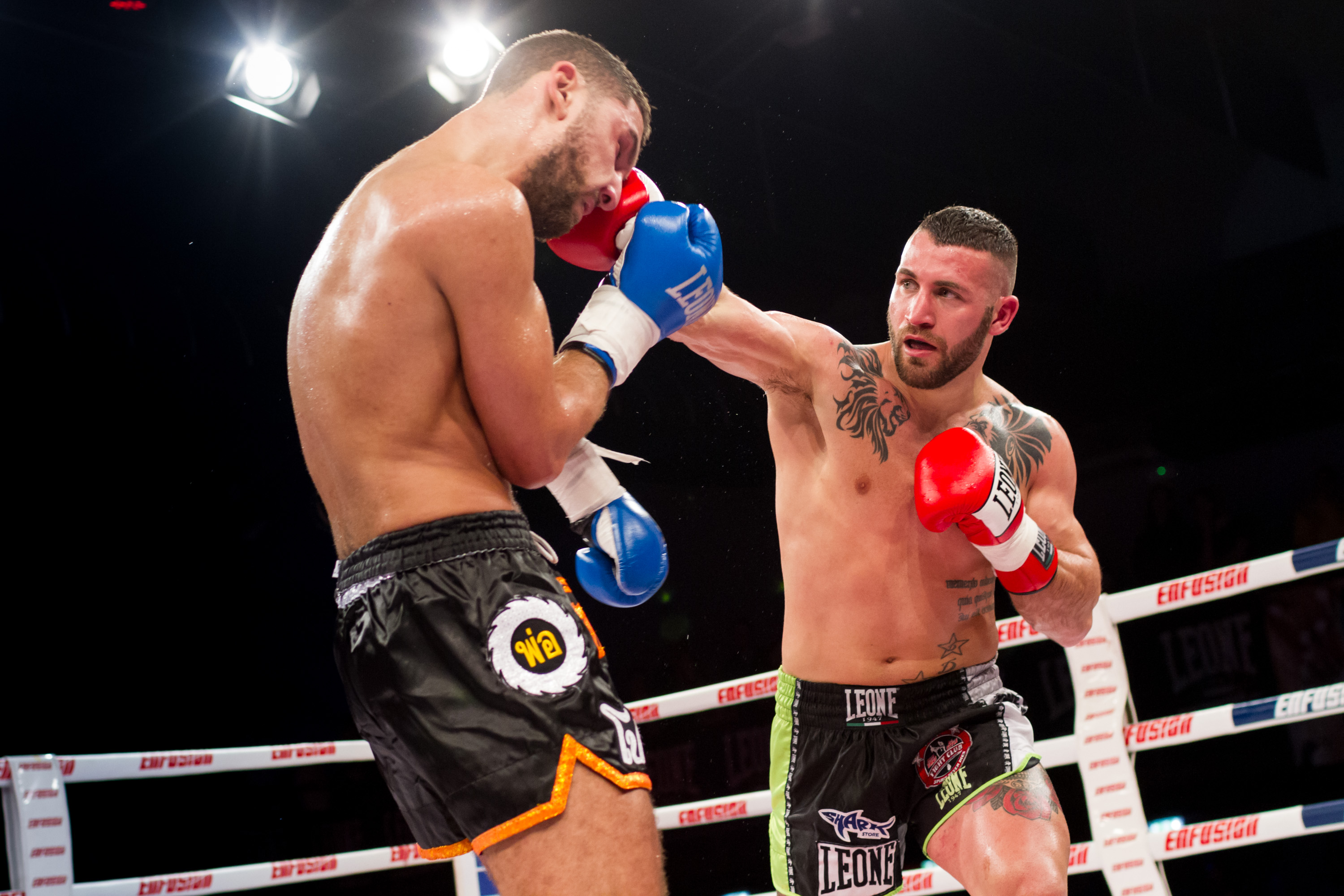

Ce glossaire de la boxe est un recueil de termes techniques des boxes modernes dites « sportives ».
La définition du mot est la plupart du temps donnée dans le contexte dans lequel il est utilisé, ou le domaine auquel il se rapporte.

Depuis les manuels de boxe du XIXe siècle, les termes techniques du Noble Art ont sans cesse évolué. Ainsi, nous rencontrons dans leurs écrits des interprétations divergentes des mots de la boxe ; c’est à croire que les auteurs n’ont pas pu s’entendre pour une uniformité de leurs définitions. 

Certains concepts s’inspirent à ce jour de l’ancienne terminologie des exercices militaires et notamment de l’escrime française, et d’autres se rapprochent des pratiques sportives du XXe siècle.
N.B. : Ce répertoire est consacré aux pratiques sportives d'aujourd'hui, et n'aborde que très succinctement les boxes ancestrales dites « martiales ». 

- Haut – A
- B
- C
- D
- E
- F
- G
- H
- I
- J
- K
- L
- M
- N
- O
- P
- Q
- R
- S
- T
- U
- V
- W
- X
- Y
- Z

## A
- Absorption (… de l’action adverse)  : Vocabulaire des sports de combat. Action défensive qui consiste à accompagner le coup adverse pour annihiler son effet. Certains athlètes se servent de ce mode défensif pour riposter efficacement après avoir appâté une attaque adverse.

Ci-dessous, une illustration d’« absorption » d’attaque suivie d’une riposte (contre-attaque) :
1.  ⇒ 2. 

1. [B] absorbe le coup de pied bas de type circulaire (en anglais, « low kick »)…

2. ...et riposte en coup de genou direct du membre arrière (« straight knee strike »)
- Aéro-kick : Pratique de compétition qui consiste à exécuter dans le vide des techniques de sports de combat dans un ordre chorégraphié et en musique, soit en solo soit à plusieurs. Cette prestation peut être assimilée à celle proposée par certains arts martiaux, notamment une séquence de techniques dans le vide dont le déroulement reproduit un schéma de combat contre un ou plusieurs adversaires attaquant sous des angles différents, proposés par des arts chinois (taolu), coréens (hyong, poumsé), indonésiens (juru), japonais (kata), vietnamiens (quyên), etc. Cette forme a pour racines la pratique des sports de combat du milieu du XXe siècle et pour modèle les principes d’entraînement inspirés du « new age californien » et des activités de mise en forme de type « fitness ». Voir également : « cardio-kickboxing ».

Ci-dessous, une illustration de gestuelle :

Coup de pied arrière exécuté dans le vide (en anglais, « side kick »)
- Allonge (… morphologique) : (Fr) Vocabulaire des sports de combat. Dans les sports de combat de percussion, relatif à la longueur des membres corporels d’un combattant et l’utilisation de ceux-ci. Cette expression appartient au domaine des « techniques dites de manœuvres » notamment des formes d’exploitation de ses propres caractéristiques (stratégie de profit en sports de combat). Un combattant de par son type de morphologie dite « longiligne » peut disposer d’une envergure supérieure aux normes corporelles habituelles. Cette disposition lui permettant de conserver l’opposant à une grande distance d’atteinte va engendrer un problème d’organisation à son adversaire – notamment pour se rendre au corps à corps. On dit quelquefois dans le jargon pugilistique que ce type de combattants a des « tentacules » en guise de bras.

Ci-dessous, une illustration d’utilisation de l’« allonge morphologique » :

[A] pour éviter l’approche adverse, grâce à son envergure, maintient son adversaire hors distance de frappe cela à l’aide d’un coup de poing direct du bras avant (jab)
- Argot du ring : (Fr) Vocabulaire des sports. Langage familier de la boxe et de certains sports de combat. Dans Le Petit Larousse de 2005 et l’ouvrage Le parler des métiers de Pierre Perret de 2003, nous trouvons une définition de ce type de jargon : « manière de parler propre à un groupe social, à une profession, à une discipline, etc. ». On connaît le langage du sport, avec son jargon technique, ses touches d’humour, ses aspects critiques voire grinçants, on y rencontre des mots et expressions comme : « avoir un coup de bambou » ou « avoir une grosse caisse » ou bien « avoir la tête dans le guidon ». Mais en plusieurs siècles d’existence, la boxe s’est forgée également un langage à elle, un parler spécifique qui illustre ses faits et anecdotes. Certaines manières de dire sont issues du « parlé populaire » voire déclinées de nombreuses professions. On y retrouve également des expressions toutes faites et de l’argot bien sûr ; tout cela agrémenté de noms de fleurs, d’oiseaux, de légumes, de choses... N’en déplaise aux spécialistes de linguistique et de rhétorique, de nombreuses expressions et locutions n’apparaissent nullement dans les dictionnaires de la langue française. Mais à contrario, elles sont tellement parlantes que personne n’oserait les changer, même pas ma grand’mère, car au moins, elle ne manque pas de verbe, ah ça non !

Ci-dessous, on trouve quelques figures de ce « parlé des rings », mais pas n’importe lequel, celui des « marrons chauds » bien sûr :
- « Il frappe comme une fillette, ce gars ! » (Pour pas dire qu’il a un punch de nourrisson). Même ma grand-mère cogne plus fort que lui !
- « On lui a mis un toquard en face, même ma petite sœur le battrait ! »
- « Il est brut de décoffrage » (pour dire que sa technique est primaire ou que la finesse n’est pas dans sa nature).
- « Va-y dans le "buffet" ! Il a constamment les coudes écartés. »
- « Il s’est fait "poivrer" le museau » ou « il en a pris plein la "courge" » (Combattant ayant encaissé de nombreux coups à la face).
- « Il s’est fait "secouer" au premier round » ou « il a sérieusement ramassé durant la première reprise. »
- « Il a "embrassé le tapis" à la deuxième » ou « il a effectué un "voyage au tapis" à la deuxième reprise. »
- « Il s’est fait "satelliser" par son adversaire, et ça tombe bien, il n’était jamais allé dans l’"espace", rire. »
- « Il s’est grillé au premier round, maintenant tu vas pouvoir travailler facilement car il est "à la ramasse" (Combattant ayant trop forcé sur la machine en début de match ou trop reçu de coups et qui aura du mal à poursuivre la rencontre).
- Le coach à son « poulain » : « T’as vu la tête de ton adversaire, c’est un méchant et il n’est pas venu faire du tourisme. Alors ne vas pas te frotter à lui ! D’habitude lorsqu’il se bat et il est très ouvert, alors profite de l’occasion pour le cueillir. »
- « C’est le dernier round, tu mènes à la marque, et pour ton adversaire la seule façon de gagner c’est de te "descendre". Alors maintenant, il faut "jouer contre le temps", "mets-le dans le vent" et oblige-le "à faire la course" ! »
- Le coach à son « poulain » : « Il a le parallélisme faussé (c’est-à-dire à demi-K.-O.) profites-en pour le finir ! »
- Arrêt (Coup d’…) : (Fr) Vocabulaire des sports de combat. Également dénommé, « stoppage ». Cette action appartient à la catégorie des défenses dites « actives », c’est-à-dire de manière anticipatrice sur l’action future ou en cours de développement.

L’action de stoppage est portée soit :
- sur l’avancé adverse,
- ou lors d’un déclenchement de l’attaque adverse ; généralement dans l’axe direct.
Elle a pour but soit de :
1. Limiter la progression adverse (notion de « mise en butée »). Ex.1 : en boxe, porter un coup de poing long (lead) afin de stopper net la progression adverse. Ex. 2:  en sport de type judo ou lutte olympique, lors d’une attaque en technique de hanche, coller son propre bassin contre la hanche adverse afin d’en verrouiller la mobilité et ainsi d’annihiler le développement de la tentative de projection.
2. Annihiler l’attaque adverse à son déclenchement (notion de neutralisation de l’action adverse). Ex. sport de type en boxe : porter un coup de poing direct à trajectoire longue lors du déclenchement d’une attaque adverse. Dans ce mode d’action, nous sommes proches de la notion d’attaque dans l’attaque (coup de contre), mais à la différence, le « coup d’arrêt » est destiné à neutraliser l’action adverse et non à percuter violemment l’opposant.

Le plus souvent, l’arrêt est un coup à trajectoire profonde qui a suffisamment de puissance pour mettre fin au déplacement adverse (phénomène dit de « mise en butoir ». Il est porté le plus souvent le membre à son développement maximum (Ex. : pour un coup de poing, en engageant l’avancée de l’épaule et du tronc et le bras tendu ; pour un coup de pied, avancée de la hanche et de la jambe tendue, ce qui lui donne de la puissance de frappe. Par conséquent, un coup dit « sec » (rebondissant sur la cible), c’est-à-dire à trajectoire courte et sans forte puissance de frappe, peut être insuffisant pour stopper l’inertie du corps adverse. En boxe éducative ou boxe assaut, où la puissance de frappe étant prohibée, la réalisation du coup d’arrêt nécessite un savant dosage de l’inertie de l’arme pour éviter une sanction de l’arbitre (une pénalité). Ainsi, en rencontre en assaut à la touche contrôlée (en anglais, light-contact »), il est réalisé le plus souvent sans puissance en tendant le bras, coude verrouillé en fin de course. Voir également à « défense active ».
Ci-dessous, deux illustrations de stoppage de l’action adverse : 

. Ex. no 1 : sur une avancée adverse

Lors de l’avancée adverse, [A] porte un « coup de poing direct long d’arrêt du bras avant (en anglais, « jab »)
. Ex. no 2 : au démarrage de l’attaque

Lors d’une attaque adverse en coup de pied circulaire (en anglais, « roundhouse kick »), [B] porte un coup de pied latéral d'arrêt (en anglais, « side kick ») 
. Ex. no 3 : durant le développement de l’attaque

Lors d’une attaque adverse en coup de pied circulaire, [B] porte un coup de pied direct (en anglais, « front kick ») d'arrêt 
- Assaut technique : (Fr) Vocabulaire des sports de combat. Vocable utilisé dans certains sports de combat pour qualifier une forme d’opposition où les techniques de frappe sont parfaitement retenues. On parle aussi de « touche contrôlée » sur les cibles corporelles, d’autres spécialistes de « frappe rebondissante freinée » ou « frappe sans transfert d’énergie à l’impact ». C’est ce mode de contrôle de la puissance de frappe qui la différencie du combat de plein contact où la recherche du know-down est autorisée (K.-O.-System). En boxe anglaise, ce vocable est utilisé pour désigner une opposition sportive dite de « boxe éducative » ou de « boxe assaut ».
- Attaque : (Fr) Vocabulaire de la science militaire. En anglais, « attack ». Une « attaque » dans les sports de combat est un mouvement offensif destiné à prendre le dessus sur l’adversaire afin de remporter la victoire (notamment à imposer un état corporel afin d’atteindre par exemple des cibles adverses en sport de combat de percussion, ou le projeter au sol ou mieux l’obliger à un abandon). Elle consiste, en toute logique, à utiliser les faiblesses adverses voire de les révéler cela par la mise en place d’un ensemble d’opérations de manœuvre. ». (Delmas, 1975). Suivant le règlement, la victoire s’obtient de différentes manières : soit par victoire avant la fin du temps règlementaire (abandon, hors-combat, écart de points important, « mort subite », etc.) soit par victoire à fin du temps règlementaire (totalisation de points et de pénalités). Ainsi, l’offensive va s’organiser en fonction du mode de victoire imposé par le règlement sportif et des potentialités de chacun des protagonistes. Que trouve-t-on comme dispositifs offensifs ? On distingue plusieurs formes d’attaque :

. 1re catégorie : l’offensive est faite de mouvements uniques et directs.
. 2e catégorie : l’offensive est composée et/ou adaptative (techniques de manœuvres et d’exploitation) ».
On distingue plusieurs catégories d’attaque dans un sport de combat de percussion (dits des sports à cibles), sport de combat de préhension ou sport de combat de percussion-préhension. Ci- dessous quelques formes d’offensive :
- simple, c’est-à-dire faite d’un seul mouvement,
- doublée ou renouvelée (redoublement du même mouvement),
- indirecte : différée, composée (comprenant appel, feinte, provocation, etc.), progressive (organisée autour de différentes actions pour s’approcher de la cible),
- cachée (masquée),
- en aveugle,
- sur préparation adverse. Elle est lancée alors que l’adversaire a entrepris un démarrage d’attaque. Il s’agit ici plus précisément d’un coup de contre (plus exactement, « attaque dans l’attaque averse »).
- dans l’attaque adverse : ici on rentre dans le cadre d’une activité anticipée, ici également, attaque dans l’attaque averse.
- juste après l’attaque adverse : Dans ce cas, on parle plus exactement de « contre-attaque » en sport de combat ou plutôt de « riposte » pour utiliser un terme similaire.
Ci-dessous, deux illustrations d’offensive : 
. Ex. 1 : 

Lors de l’avancée du pied avant de l’opposant, [A] porte une offensive en balayage (en anglais, « sweeping ») à l’extérieur du pied 
. Ex. 2 : 

Lors une avancée adverse, [A] porte un coup de coude circulaire (en anglais, « spin elbow strike »)
- Attaque dans l’attaque[3] : (Fr) Vocabulaire des sports de combat. En abrégé, « AdA » (Delmas, 1975) et en anglais, « attack in the attack ». Également surnommé en France, « contre ». Action offensive déclenchée pendant l’attaque adverse. Ce procédé d’« initiative sur initiative » requiert des facultés d’anticipation et d’automatisme ainsi qu’une grande vitesse d’exécution. Le contre peut intervenir : 
  1. au démarrage de l’attaque adverse, mode très proche d’un coup d’arrêt,
  2. pendant l’offensive adverse et avant qu’elle aboutisse. Ex. : un coup de poing direct simultané qui croise un coup adverse au même instant (en anglais, cross-counter),
  3. sur le retour de l’attaque adverse, mode se confondant avec une riposte anticipée.

À l’entraînement l’apprentissage de cette habileté s’appelle la « leçon de contres » dans laquelle l’attaque adverse est annoncé à l’avance.
Ci-dessous, des illustrations de contre : 

. Ex. 1 : 

Lors d’une attaque adverse en en anglais, « cross » à la face, [B] porte une attaque simultanée en coup de poing direct du bras avant (en anglais, « jab ») au corps 
. Ex. 2 : 

Lors d’une attaque adverse en coup de pied circulaire en ligne basse (en anglais, « low-kick »), [A] porte une attaque simultanée en coup de poing direct du bras arrière (en anglais, « cross ») à la face 
. Ex. 3 : 

Lors d’une attaque adverse en coup de poing direct à la face (en anglais, « jab »), [A] porte une attaque simultanée en coup de pied en arrière et retourné (en anglais, « spinning back kick ») sur le bas du buste
- Attitude de combat : (Fr) Vocabulaire de sports de combat. En situation d'opposition, elle désigne deux notions principales :

D'abord la « façon de se tenir » c’est-à-dire en ce qui concerne la posture corporelle et pour simplifier l’expression, en sports de combat, on utilise le terme de garde (position du corps dans l’espace, orientation du corps par rapport à l’opposant, protection utilisée, etc.). Exemple dans les boxes sportives : on recense différentes attitudes de combat : garde de trois-quarts de face, garde de profil, garde dite en « crouch », garde basse, garde le poids sur jambe avant, garde le poids sur jambe arrière, garde en appuis très écartés, etc. Quelquefois, la position du corps peut indiquer les intentions* tactiques d’un combattant à l’égard de son adversaire. Ex. : une attitude de profil peut être le signe d’un travail dominant du bras avant ainsi que de frappe puissante du bras arrière.
Et d'autre part, la « manière de se comporter » c’est-à-dire de stratégie envisagée et de schémas tactiques mis en place. Dans ce second cas, on parle plus couramment de style de combattant et de façon de combattre. Voir à « façon de combattre » et « style de combattant ».
. Ex. 1 : 

[A] est en garde de profil et [B] est en garde trois-quarts de face
. Ex. 2 : 

 Garde dite mixte (un poing en haut et l’autre en bas) souvent utilisée pour l’utilisation d’esquives et de ripostes 

## B
- Balancement latéral : (Fr) Vocabulaire des sports de combat. En anglais, « bobbing » qui se traduit par « pompage ». Mouvement latéral et permanent de buste pour éviter d’être touché dans l’axe direct. C’est une technique d’anticipation défensive (préventive) pour ne pas être atteint. Elle consiste à incliner régulièrement le tronc sur les côtés (on dit « se balancer » latéralement comme un métronome). En visée préventive, certains combattants usent régulièrement du balancement latéral. Dans l’histoire de la boxe, le grand champion des poids lourds des années 1990, Mike Tyson, est un spécialiste de cette façon de faire. Voir désaxage et mouvement du buste.
- Balayage : (Fr) Vocabulaire des sports de combat. Action utilisée en sport de combat et art martial dans le but de déséquilibrer ou de faire chuter l'adversaire. C’est une technique de déséquilibre exécutée avec le pied (voire la jambe) sur le segment d’appui de l’adversaire. Elle peut être réalisée plus ou moins haute par rapport à l’appui au sol. Elle s’exécute dans différents axes (par l’extérieur, par l’intérieur, en avant, en arrière, etc.) de la jambe de l’adversaire. La définition la plus usuelle : « un balayage s’effectue au ras du sol, il est habituellement de petite amplitude, contrairement au fauchage de plus grande amplitude et plus puissant ». On trouve différentes « formes gestuelles ». Ex. : mouvement pendulaire de la jambe à partir de la hanche ou mouvement de fouet du genou. Les hanches peuvent être dans l’une des trois positions fondamentales (de face, de profil ou de dos).

Ci-dessous, une illustration :

[B] porte une offensive en balayage (dit à la « louche ») à l’intérieur du pied lors la prise d’appui de l’opposant
- Bando-kickboxing : Abréviation « BKB ». Forme modernisée et sportive du lethwei, surnommée « boxe birmane à quatre armes » en Europe. Née en Amérique du Nord au début des années 1960, cette sorte d’escrime des pieds et des poings gantés dans un ring a donné naissance, aux États-Unis dans les années 1970, à différentes formes de full-contact et de kick-boxing. Il existe, en compétition, deux formes d’affrontement : le « Bando-kickboxing de light-contact » où les techniques sont parfaitement retenues et le « Bando-kickboxing de plein-contact » où les coups sont portés à pleine puissance, destinée aux pratiquants expérimentés et majeurs. Suivant les âges et le niveau technique les règles (notamment les techniques autorisées et interdites) et les conditions de compétition sont variables notamment le temps de combat, le type de surface de combat (praticable de tapis d’arts martiaux ou ring), le port de certaines protections (casque, plastron, jambières, chaussons de boxe en mousse, etc.).

Combattants de boxe birmane en tenue traditionnelle, le carré de tissus plié en triangle et noué autour de la taille
- Battage (… de l’action adverse) : (Fr) Vocabulaire des sports de combat. Cette action appartient à la catégorie des stratégies dénommées, « manœuvres ». Se présente comme une technique de contre-offensive ou une technique d’offensive voire celles-ci conjointes :

- dans le mode contre-offensif, l’action de battage consiste à une anticipation défensive ayant pour objet une neutralisation de l’arme visant à mettre en difficulté l’initiative adverse. Elle consiste à intervenir sur l'arme adverse, en la contrôlant (très souvent un geste de détournement) pour l'empêcher d'agir.
- dans le mode offensif, l’action de battage permet de créer une ouverture dans la garde adverse afin de placer une attaque dans un second temps (dénommé « combinaison d’actions »).
Ci-dessous, une illustration du mode contre-offensif et mode offensif qui se succèdent :
1.  ⇒ 2. 

1. Sur une attitude avec bras avant tendu de l’adversaire, [B] porte un battage pour détourner l’arme gênante…  
2. … après l’action de battage, [B] enchaîne une attaque avec un coup de poing direct court sur le tronc adverse
- Blocage : : (Fr) Vocabulaire des sports de combat. Appartient à la catégorie des défenses. En anglais, « blocking ». On parle aussi de parade bloquée. Geste défensif destiné à arrêter un coup en interposant une partie corporelle entre la cible visée et l’arme adverse. On distingue trois formes principales :

- « couverture » de la cible visée » ou blocage dit « neutre » qui encaisse le coup,
- blocage qui va à l’encontre du coup (dénommé, télescopage de l’arme ou « blocage dur »),
- blocage qui accompagne l’arme adverse (dénommé, absorption du choc), appelé « blocage absorbant ».

Il peut être exécuté avec différentes parties du corps (le membre supérieur ou inférieur, l’épaule, la hanche).
Voir également couverture et parade. Ci-dessous, deux illustrations de défense active par un blocage du coup : :
. Ex. 1 : 

[B] effectue un blocage latéral du coup de pied circulaire avec l’aide des deux avant-bras
. Ex. 2 : 

[B] effectue un blocage latéral du coup de pied circulaire avec l’aide d’un membre inférieur
- Bolo-punch : (Ang.) Coup de poing circulaire exécuté en général à 45° et exécuté de bas en haut. C’est une technique dite « mixte » à mi-chemin entre un coup remontant, direct et circulaire.

On attribue l’invention de ce geste à Kid Gavilan qui combine à l’origine un coup de poing remontant (uppercut) du bras droit, un coup de poing direct à grande course (cross) et un coup de poing balancé (swing). Il le popularise sur le ring dans les années 1940 et 1950.

[B] porte une attaque simultanée à la face (contre) ici en bolo-punch lors d'une attaque d’un coup de poing direct en ligne haute
- Bouclier (… d’avant-bras) : Appartient à la catégorie des défenses par protection. Désigne un geste technique qui consiste à se protéger d’un coup adverse en mettant les deux avant-bras et les deux gants en protection devant le corps ou/et la face. Il s’agit très souvent d’une « couverture de la cible visée » c’est-à-dire d’une défense dite « passive ». Contrairement à un « blocage dit actif » c’est-à-dire propre à une activité anticipée qui pourrait être déséquilibrante chez l’adversaire.

Ci-dessous, une illustration :
. Ex. 1 : 

[B] à l’aide d’un « bouclier formé par les avant-bras joints » se couvre lors de l’attaque en coup de poing direct long
. Ex. 2 : 

[B] à l’aide d’un « bouclier formé par les avant-bras joints » se couvre lors de l’attaque en coup de pied circulaire
- Boxe anglaise ou « Noble Art » : En abréviation, « BA ». En anglais, « boxing ». Sport de combat de percussion pratiqué exclusivement avec les poings. Il est créé au XVIIIe siècle par James Figg (alias « Tom Fig »). Les premiers combats se disputent à poings nus et au finish. Le champion John Broughton invente et rend populaires les gants de cuir pour l’entraînement. À la suite de la mort d’un de ces adversaires, il rédige les premiers textes de combat qui seront officiellement adoptées en 1743. Le règlement n’interdisait pas les saisies, les projections et les coups de coude. En 1866, John Graham Chambers rédige un premier règlement de boxe avec gants. Mais c’est en 1880, que seront appliquées de véritables règles sportives à dimension humaine appelées « Règles du Marquis de Queensberry ». Aujourd’hui, ce sport de combat autorise les impacts sur les parties avant et latérales de la tête et du tronc. Les matchs se déroulent dans un enclos de cordes tendues (ring), selon un nombre de périodes et de temps de repos définis, suivant la catégorie (d’âge, de sexe, de poids) et le niveau technique. Deux formes de rencontres coexistent : la boxe dite « assaut » où les impacts sont parfaitement retenus et la boxe « combat » où les coups sont portés avec force pouvant occasionner l’abandon d’un compétiteur. Illustration de quelques façons inhabituelles de faire du combattant anglais des années 1990-2000, Naseem Hamed :

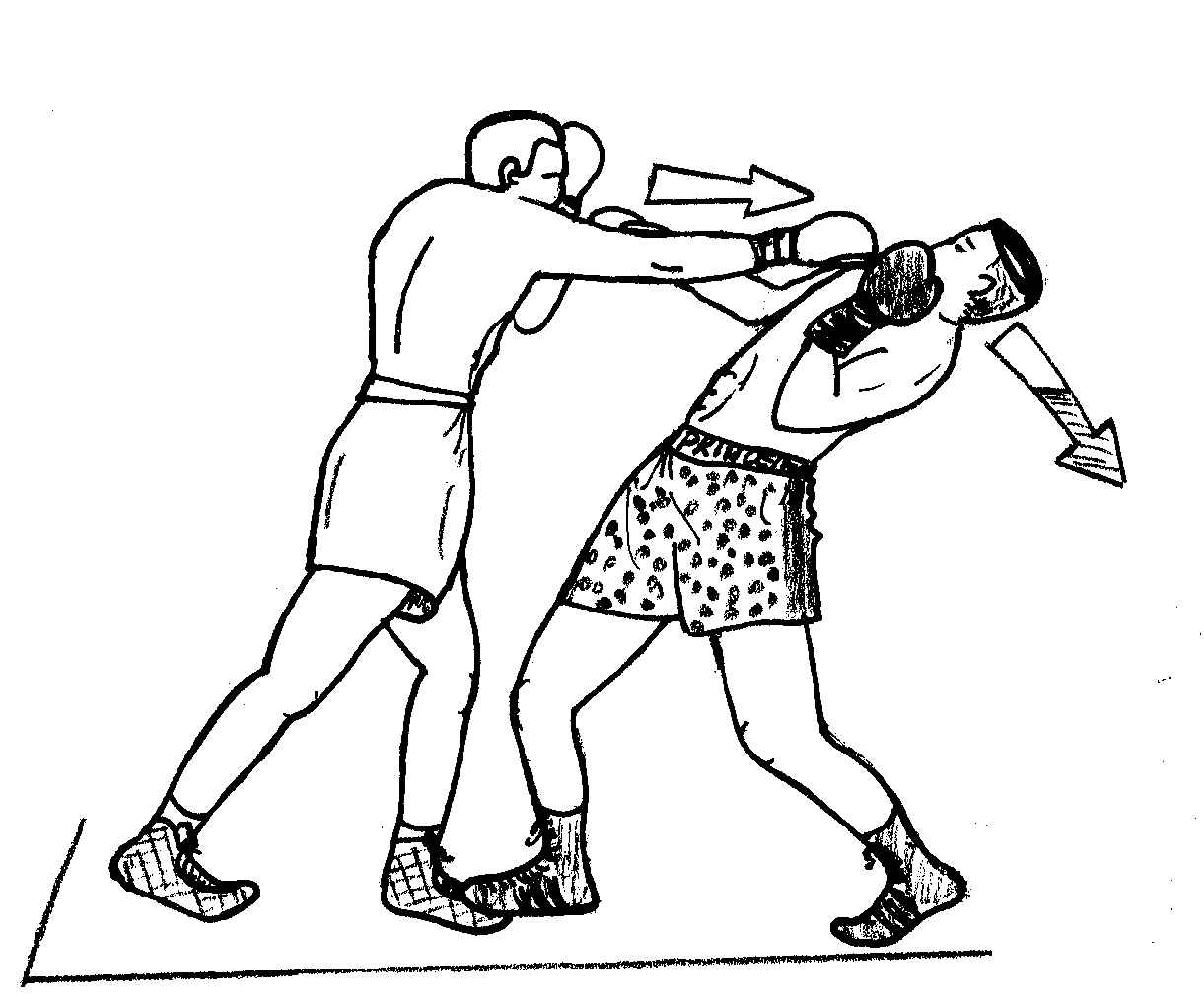
Grand retrait de buste, sa marque de fabrique
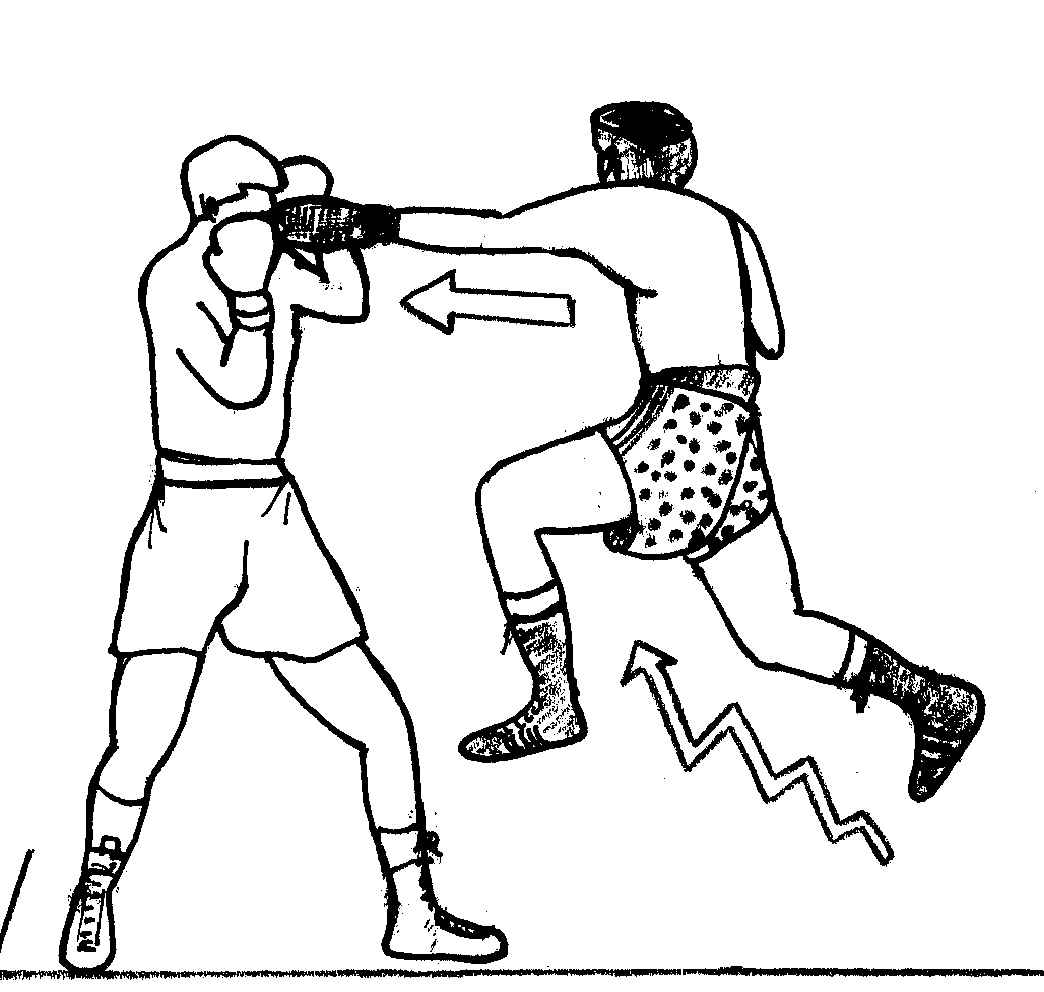
Coup de poing sauté à la Hamed, plutôt unique en son genre
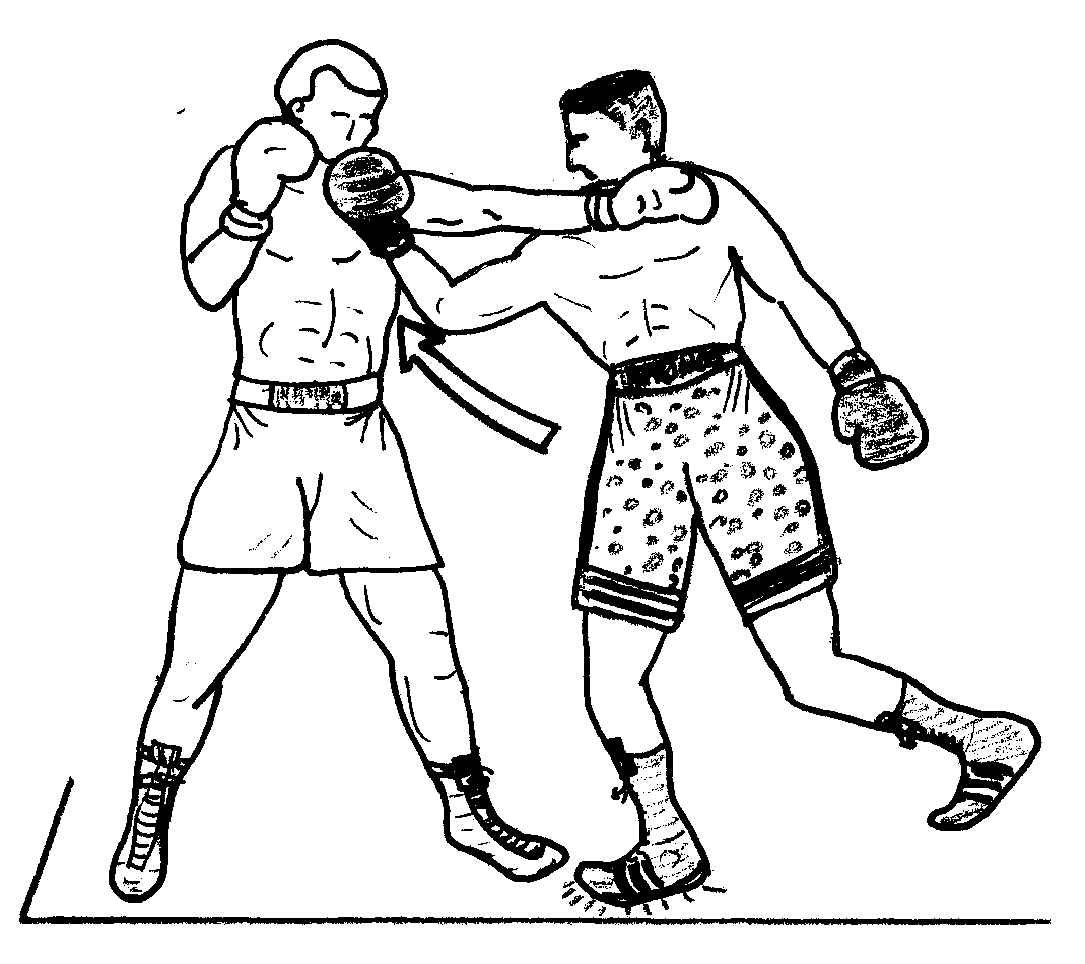
Uppercut avec un désaxage du tronc ici en contre
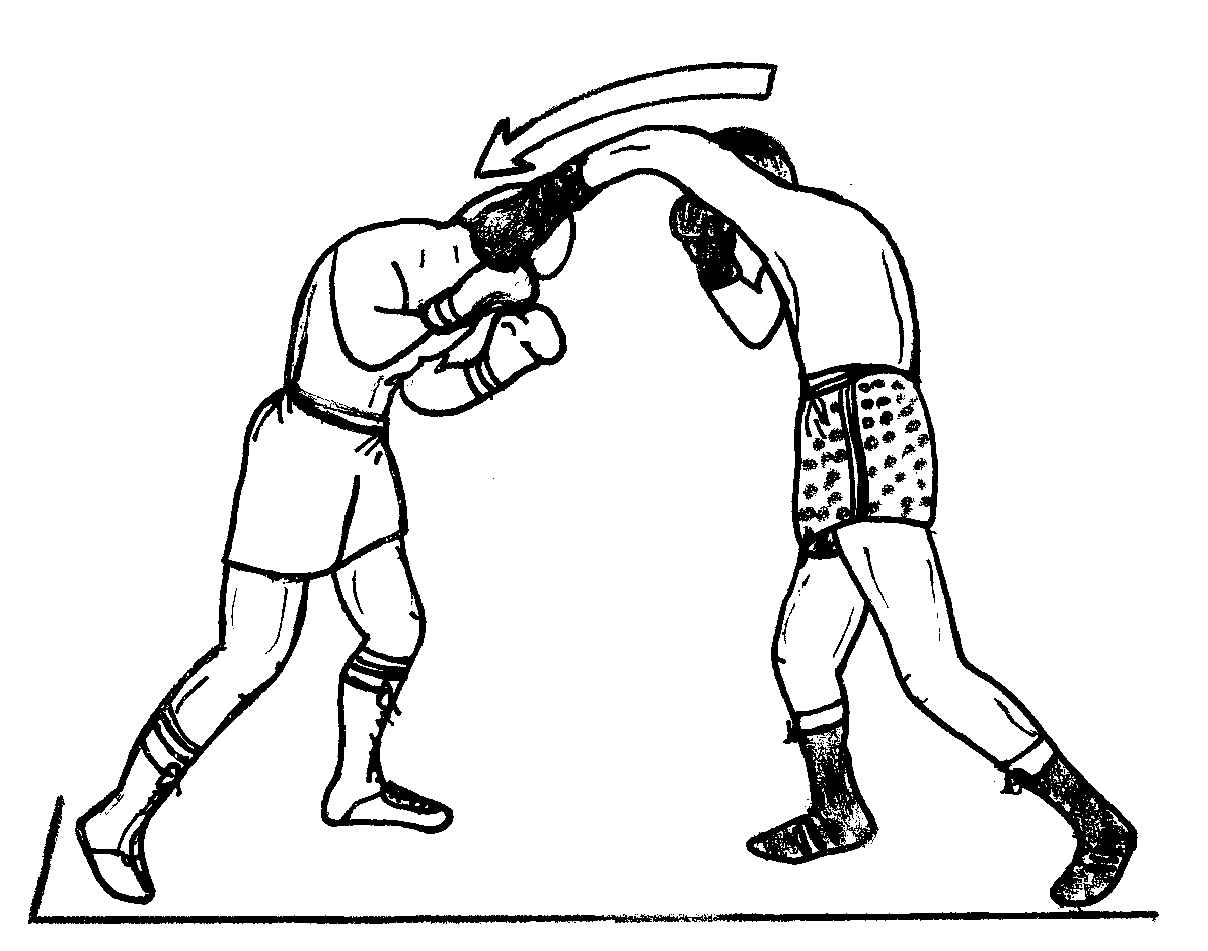
Large overcut avec un désaxage du tronc ici en attaque

- Boxe birmane ou « lethwei »  : En abréviation, « BB ». En bama, လက်ဝှေ့ . Appelée, « myanma yuya louvi » (se traduit par « boxe traditionnelle du Myanmar »). Cette discipline pugilistique pratiquée les mains nues et des pieds nus est aussi ancienne que la nation birmane. C’est une boxe « dite martiale » qui emprunte à l’héritage technique du guerrier birman toute sa panoplie de stratèges. Elle est développée par des moines du IIIe siècle, au même titre que les pratiques de défense et d’entretien appelées thaing (bando). Elle devient populaire à partir du XIe siècle sous le roi birman Anawaratha, avec des combats interethniques sans aucune règle et d’une violence sans commune mesure. La manière de s’affronter est très spécifique, tenant très souvent du comportement animal et ne ressemble que de très loin à d’autres pratiques orientales. Elle est à l’origine de nombreuses pratiques pugilistiques en Asie du Sud-Est. Elle a contribué également au développement du kick-boxing japonais dans les années 1950, puis du full-contact américain et du kick-boxing américain dans les années 1970.

Une particularité, la parade ou sorte de danse guerrière exécutée, sur le ring et en musique, avant un combat de lethwei pour démontrer habileté et courage. Quelquefois, le combattant fait le récit de ses précédentes victoires. Elle est destinée à galvaniser le combattant et à impressionner l’adversaire. Souvent, il s’agit de réalisation de formes techniques ( aka ou sorte de combat imaginaire) propre à une école de combat (kyaung) ou à un groupe ethnique. À la fin de la danse, en direction de son adversaire, les bras croisés devant la poitrine, le boxeur se frappe trois fois des mains ouvertes les épaules opposées, de façon à annoncer qu’il est prêt à combattre. Une danse de victoire est également exécutée après la décision des juges. Une musique traditionnelle ou lai gin est jouée lors de la danse (ou lethwei yei) par un orchestre appelé saing waing.

Ancestralement, l’opposition est dirigée par deux arbitres et se déroule dans un cercle où toute forme de percussion et de projection y est autorisée. L’ère moderne a introduit les règles de la boxe occidentale, notamment les gants, les protections, le ring, les rounds et les catégories. Le panel technique des combattants est très large et les comportements s’inspirent des autres pratiques de combat de Birmanie. On y trouve de nombreuses actions spectaculaires notamment les techniques volantes (coup de pied, de genou et de coude en sautant), des techniques simultanément avec deux armes (coudes, genoux et pieds) et des techniques dites en « marche d’escalier » (coup de coude et de genou). Les stratégies y sont spécifiques : on y attaque les armes adverses (principe : fragiliser la périphérie avant d’attaquer le centre), on porte de nombreux coups à la face avec des techniques volantes et de nombreuses techniques de projections suivies de techniques de percussion au sol.
Ci-dessous, une illustration de cérémonial et de gestuelle offensive en boxe birmane :
. Ex. 1 :  

À la fin de la danse martiale (en birman, « lethwei ka ») le combattant se martèle les épaules pour annoncer à son opposant qu’il est prêt (« lethwei yei »)
. Ex. 2 : 

Lors d'une attaque d’un coup de pied circulaire, [A] porte une attaque dans l’attaque adverse à l’aide d’un coup de pied circulaire sur la cuisse adverse (« nenda chivya »)
. Ex. 3 : 

Lors d'une attaque d’un coup de poing direct, [A] porte une attaque simultanée contre en coup de coude en sautant (« koun byi d’tao ») 
. Ex. 4 : 

 [A] porte une attaque en coup de genou direct en sautant (« koun byi du ne dai ») 
. Ex. 5 : 

[A] porte un geste de projection en lethwei moderne, ici fauchage de la jambe de l’appui principal
- Boxe chinoise ou « boxe boji » (sanda) : En abréviation, « BC ». En chinois, 散打, pinyin sǎndǎ, littéralement « combat libre ». Apparue en 1979 dans la pratique issue des arts martiaux chinois traditionnels, la boxe chinoise est un sport de combat moderne mis en place dans les années 1990 et également un système de self-défense. l fait partie d’une de composantes des arts martiaux chinois. La discipline combine la boxe chinoise (quan fa) et la lutte (shuai jiao). Les techniques autorisées en compétition : gestuelle de percussion (coup de poing, pied et genou) et gestuelle de préhension (saisie, projection, clé articulaire et étranglement sportif).

Le sanda se divise en deux pratiques compétitives :
- sanda light aussi appelé « qingda » : style pratiqué à la touche retenue (les coups ne sont pas portés avec une grande puissance). La mise hors de combat est strictement interdite.
- sanda full (plein impact) : les techniques sont portées à puissance et la mise hors de combat est autorisée (K.-O.-System).
- Boxe khmère ou « pradal serey » : (Camb.) En abréviation, « BK ». En khmer, ប្រដាល់សេរី, littéralement « boxe libre cambodgienne ». Dénommée « kun-khmer » ou « pradal-serey » est un art martial fondé au Cambodge au Ve siècle. Certaines fresques lui attribuent ses origines au IIIe siècle. Le pradal serey est donc un art martial à main nues, codifié au Cambodge par l'administration coloniale, au début du XXe siècle, durant le protectorat français. Il tient ses origines du « kun daï » (គុនដៃ, littéralement « art du combat à mains nues »), discipline militaire de corps à corps, en usage dans les armées de l'empire khmer au IXe siècle. Le succès de sa cousine, le « muay-thai », lui a donné une nouvelle popularité qui l’a consacrée comme discipline sportive depuis la fin du XXe siècle.

Le kun khmer se caractérise par un style de combat propre au regard des autres boxes de l'Asie du Sud-Est. La recherche d'efficacité immédiate est l'objectif majeur.
L'usage majeur de coups de coude, de genou (en sautant et en montant sur la cuisse adverse) et d’opposition au corps à corps, en font sa spécificité. De plus, les règles sportives privilégient les frappes pendant la chute au sol de l'adversaire.

[B] après une saisie de la jambe adverse, porte une contre-attaque en coup de genou remontant
- Boxe laotienne ou « muay lao »  : En abréviation, « BL ». En lao, ມວຍລາວ, littéralement « boxe laotienne ». Le muay lao est un art martial qui combine la culture traditionnelle populaire du monde rural et le combat sous sa forme codifiée et moderne (combat sur un ring). Il tire son origine des arts martiaux traditionnels khmers datant de l'apogée de l'empire d'Angkor sur la région. Des princes laotiens ont été élevés à la cour d'Angkor avant d'être installés sur le trône au Laos.

Le muay lao a une identité propre, le « muay lai lao », un art de combat et aussi une forme de boxe pieds-poings. Il est appelé aussi « muay seua lak hang » c’est-à-dire « le tigre tirant la queue ».

Lors d’un coup de genou direct, [A] dévie l’arme avec son genou et tibia
- Boxe thaïlandaise ou « muay thai » : (Thai). En abréviation, « MT ». En thaïlandais, มวยไทย, « boxe du peuple thaï ». En anglais « thaï boxing ». Cette pratique de combat les poings et les pieds nus remonte au XVIe siècle, d’après certains écrits. À l’origine les rencontres interethniques, se déroulent « au finish » et sans véritables règles. Dans les années 1930, la discipline se modernise sur le modèle de la boxe anglaise pour faire de cette pratique un véritable sport de combat pour tous, adoptant des règles précises et une organisation moderne (autorisations et interdictions, gants de boxe, protections, catégories de poids, rounds, ring, etc.). Pratiquée par des professionnels, elle devient un sport très médiatique dans les années 1960. Comme pour la boxe birmane (lethwei), elle donnera naissance à de nombreux sports de combat modernes, notamment le kick-boxing japonais.

Ses particularités culturelles : on utilise huit armes de frappe, c’est-à-dire : deux armes de pied, deux de genou, deux de coude et deux de poing. Ancestralement, une neuvième arme s’y rajoute, la tête, comme pour sa cousine, la boxe birmane. Pour des raisons de sécurité les techniques de tête ont été supprimées en compétition. Mais la boxe thaïlandaise est également un sport de combat de préhension, avec de nombreuses saisies et projections. Des techniques spectaculaires en font sa richesse, notamment les techniques dites « volantes » (coup de pied, de genou et de coudes sautés), les techniques avec un tour sur soi-même (coup de pied, de genou et de coude retournés), les techniques de corps à corps, les techniques données deux segments à la fois (coups de coude, de genou et de pied doubles), les techniques en « marche d’escalier » (coup de coude, de coup de genou en montant sur l’adversaire), etc.
Le combat est précédé par une danse rituelle servant de cérémonial et de préparation psychologique. Elle est composée d’un ensemble de mouvements exécutés sur le ring, lentement et souvent avec beaucoup de rondeur. Sa composition peut varier d’une école à une autre.
La boxe thaï fut à l’origine de nombreuses formes de « kick-boxing » et « full-contact » à travers le monde.
Ci-dessous, deux illustrations de gestuelle en boxe thaïlandaise :
- Ex. 1 : 

En masquant son arrivée avec ses deux poings en avant, (A) porte un coup de genou direct (en thaïlandais, « khao trong »)
- Ex. 2 : 

Avec une saisie du haut du buste (B), porte un coup de genou oblique remontant (en thaïlandais, « khao chiyang »)
- Boxe vietnamienne ou « vo tu do »  : En abréviation, « BV ». En Viêt , Võ tự do, littéralement « combat libre » est une forme de boxe originaire du Sud-Viet Nam zone géographique correspondant au lieu de naissance du royaume historique du Funan (1er siècle de notre ère) et région de peuplement khmer (les khmers khöm) ; intégrée au Viêt Nam actuel en 1949 à l’époque du Protectorat français. À l'origine pratiquée avec très peu de protections jusqu’aux années 1970 au Viêt Nam.

Aujourd'hui, cette forme de compétition aux techniques de plein impact se pratique en France. Elle inclut les percussions avec les pieds et poings ; genoux et coudes sont autorisés sur le tronc. De plus, les projections sont particulièrement valorisées.

[A] porte un coup de pied latéral en sautant (dit coup de pied latéral et « volant »)
- Boxes américaines : Sports de combat de percussion pratiqués avec les pieds et les poings en compétition sur une surface de tapis ou un ring de boxe. On trouve différents styles : le no-contact, le semi-contact (ou point-fighting), le full-contact karaté sans low-kick et le kick-boxing avec low-kick et. Ces disciplines ont été créées pour permettre aux pratiquants de tous horizons martiaux de se rencontrer avec des règles communes et dans la formule dite de combat de « plein impact » (K.-O.-System). Elles sont nées aux États-Unis au début des années 1960, à la suite du mécontentement de grands champions de karaté professionnel pour qui la formule de combat de l’époque manquait de contact. D’abord réservé à l’élite, la formule évolue vers des tournois dénommés « open » (c’est-à-dire ouvert à tous) regroupant différentes disciplines martiales. Elles ont été codifiées dans les années 1970 par différentes fédérations américaines de karaté. Deux formes de rencontres coexistent : la boxe dite de « light-contact » où les impacts sont parfaitement retenus et la boxe de « plein-contact » où les coups sont portés avec force pouvant occasionner l’abandon d’un compétiteur. Ainsi on trouve le light-contact version « contrôlée » du full-contact, le light kick-boxing (avec low-kick) et le semi-contact version contrôlée. Ces différentes disciplines d’origine américaine appartiennent à un ensemble appelé « kick-boxing », terme générique pour désigner les boxes pieds-poings sur l’hexagone. D’un autre côté en France, le terme « boxe américaine » est également utilisé, depuis la fin des années 1970, pour désigner le Full-contact, peu de temps après son lancement sur l’Hexagone, à la suite de directives ministérielles.

Ci-dessous, une illustration de coup de pied :

Attaque dans l’attaque adverse (contre) ici en coup de pied vers l’arrière (en anglais, « back kick ») lors d'une attaque d’un coup de pied circulaire en ligne haute (en anglais, « roundhouse kick »)
- Boxes françaises : voir à savate et chauss'fight.
- Boxes japonaises : Sports de combat de percussion pratiqués avec les pieds et les poings en compétition sur une surface de tapis ou un ring de boxe. On trouve deux styles principaux :

-  le kick-boxing japonais [K1] : il s’agit d’un kick-boxing [KB] avec les coups de genou directs, la percussion en coup de pied dans les cuisses et saisies du tronc, qui est né après les jeux olympiques de 1964 de Tokyo ;
- le shoot-boxing [SB] : la version ancienne du kick-boxing japonais (K-1), boxe dite pieds-poings-genoux avec projections de type judo et techniques de soumission (clés articulaires et étranglement sportifs). Voir à kick-boxing japonais (K-1 et shoot-boxing).
- Boxes pieds-poings[5] : En abréviation, « BPP ». Appellation utilisée en France, depuis la fin des années 1970, propre aux sports de combat de percussion habituellement avec gants de boxe se déroulant dans un ring (ou sur un praticable de tapis d’arts martiaux) et appartenant à la catégorie des boxes dites sportives. L'un des premiers à avoir utilisé le vocable « boxe pieds et poings » est Alain Delmas en 1975. Les BPP utilisent les techniques de jambe (coups de pied, voire de tibia et de genou), les techniques de bras (coups de poing, voire d’avant-bras et de coude) et les techniques de projections. Parmi les plus connues nous avons :

- la boxe américaine (trois formes principales : le full-contact karaté sans coups en dessous de la ceinture, le kick-boxing avec frappe en coup de pied circulaire dans les cuisses et le semi-contact  ou combat aux points (en anglais, point fighting), une sorte de  karaté  avec des gants et chaussons),
- les boxe française(s) : la savate), aujourd’hui dénommée « savate-BF », issue de l’ancienne « savate parisienne » et le « chauss'fight » ou pratique moderne de l’ancien « chausson marseillais »
- les boxes japonaises : le kick-boxing japonais ou K1 (kick-boxing avec coups de genou directs et coups de pied dans tout le membre inférieur) et le shoot-boxing (kick-boxing avec coups de genou directs, coup de pied dans tout le membre inférieur, projections de lutte et techniques de soumission)
- et enfin, le superlatif des arts de combat ancestraux, où tout est permis ou presque, les boxes de l’Asie du Sud-Est : la boxe birmane (lethwei), la boxe khmère (kun khmer ou boxe cambodgienne), la boxe laotienne, la boxe thaïlandaise (muay-thaï) et la boxe vietnamienne (vo-tu-do).
- Boxes sportives : (Fr) Vocabulaire des sports de combat. L’expression sert aujourd’hui à désigner des disciplines dites pugilistiques anciennes ou de création moderne[6]  dont la particularité est de porter des techniques de frappe avec différentes parties du corps humain. Certaines pratiques ont une origine très ancienne, on parle ainsi de « boxe traditionnelle ou/et ethnique » à l’opposé de « boxe dite moderne ». Celles-ci sont rassemblées dans le vocable, « boxes pieds-poings » et pour d’autres comportant une opposition au sol, » sports pieds-poings-sol ».

Parmi les formes de combat du Moyen Âge notamment pratiquées par des groupes ethniques, nous trouvons entre-autres les boxes de l’Asie du Sud-Est comme la boxe birmane (lethwei), , la boxe cambodgienne (kun khmer ou pradal serey), boxe laotienne (muay lao), la boxe thaïlandaise (muaythaï) et boxe vietnamienne (vo tu do).
Les boxes sportives les plus courantes en Occident depuis le XXe siècle sont :
- bando-kickboxing : Règlement moderne, issu de la boxe birmane, mis en place aux États-Unis d’Amérique du Nord au début des années 1960 par la fédération « American bando association » (ABA).
- boxes américaines : Se compose de trois disciplines principales, le point-fighting, le full-contact karaté (kick-boxing sans coup de pied circulaire sur la cuisse (en anglais, « low-kick ») et le kick-boxing avec low-kick.
- boxe anglaise ou dénommé le Noble art (c’est-à-dire la boxe inscrite aux Jeux olympiques).
- boxe chinoise ou sanda.
- boxes françaises (savate et chauss'fight).
- boxes japonaises ou kick-boxing japonais (K1 et shoot-boxing).
- Boxeur : Au féminin, « boxeuse ». Appellation utilisée par défaut pour désigner un pratiquant de boxe anglaise et très souvent pour un autre type de boxe.
- Bras avant : (Fr) Vocabulaire des sports de combat. Membre corporel très utile à la construction du jeu offensif mais également dans le jeu défensif. Certaines écoles de boxe privilégient le travail dominant du segment avant ce qui occasionne une façon de combattre très spécifique. C’est le cas pour la boxe du XVIIIe siècle et du début du XIXe siècle où un combat à grande distance met à l’abri de frappes à poing nu ; frappes bien plus dangereuses qu’à poing ganté. Les attitudes de garde de la fin du XIXe siècle et du début du XXe siècle sont une illustration de cette façon de faire. Parmi les plus connus des combattants, on trouve : John L. Sullivan, James J. Corbett et Bob Fitzsimmons, cités dans leur ouvrage sur la boxe par Lerdat et Casteyre, 1944, Blanchet, 1947.

Depuis l’apparition de la pratique de la boxe amateur avec une comptabilisation avec la scorring-machine, à la fin du XXe siècle, le travail du bras avant a repris du galon. Son rôle pour conserver une grande distance d’action (et surtout de sécurité) prend toute sa dimension dans cette forme compétitive.
Le travail du bras avant, lorsqu’il est bien utilisé, ne modifie que faiblement l’équilibre postural et n’offre pas plus d’ouverture à l’opposant que d’autres types d’attitude.
.1 - On lui attribue les fonctions défensives suivantes : 
- maintenir l’adversaire hors distance de percussion (ex. : contrôler de loin l’opposant avec un coup de poing avant le plus souvent en « piston » pour mettre en butée l’adversaire)
- faire obstacle à une initiative adverse (gêner la construction adverse, détourner l’attention et perturber les perceptions adverses),
- neutraliser les actions adverses juste avant ou au démarrage de l’attaque adverse : stopper l’offensive à son déclenchement (coup d’arrêt).
.2 - En matière de construction du jeu offensif, la fonction offensive du bras avant permet de : 
- tester les réactions adverses,
- préparer la suite de l’action offensive en cours (les liaisons sur d’autres cibles ou avec d’autres d’armes),
- « armer » le bras arrière pour augmenter la puissance de percussion pour de combat au K.-O.-System (en boxe amateur et professionnelle).
Voir également « jambe avant ».

[A] délivre un coup de poing direct de forme pistonnée du bras avant (« jab ») afin de conserver son adversaire à longue distance
- Bras arrière : (Fr) Vocabulaire des sports de combat. Membre corporel placé à l’arrière de l’attitude de garde et habituellement le plus puissant des deux bras voire le plus agile. Il faut savoir qu’un combattant peut adopter une latéralisation dite inversée qui lui confère avec un bras avant très puissant. C’est quelquefois le cas pour des boxeurs ambidextres qui ne savent pas se déterminer dans une préférence d’attitude de garde. Le coach a son poulain : « Attention, son poing arrière est de la dynamite ! Il te faudra tourner dans le ring à l’opposé de son bras arrière pour te mettre à l’abri de ses coups puissants ».

Voir également « jambe arrière ».

[B] délivre un coup de poing direct de forme pistonnée du bras arrière (« cross »)

## C
- Cadrage : (Fr) Vocabulaire des sports. Appartient à la catégorie des stratégies notamment des manœuvres. À manœuvres. Technique destinée à l’empêcher de déborder, c’est-à-dire de s’échapper sur les côtés (on parle d’échappatoire et de dégagement lorsqu’il était enfermé). Le but de l’opération est de garder l’adversaire dans un secteur géographique favorable à une offensive ou de l’acculer aux cordes pour l’immobiliser :

- la procédure de cadrage est la suivante : presser l’opposant vers les cordes, puis recentrer ses écarts pour l’empêcher de s’échapper et le « travailler » (attaquer des cibles), ou le laisser déborder pour mieux le « cueillir » (notion de piège).
- les moyens de pressing sont : les pas de progression et les coups (simulacres, menaces, intimidation, ruades…) dans l’axe direct.
- les moyens de recentrer l’opposant » : sont les pas de côté et les attaques effectuées latéralement (on dit habituellement, « couper la route »). Ex. : amener l’opposant dans le coin en exerçant un pressing puis lui « couper la route » lors d’un dégagement pour éviter qu’il s’échappe sur les côtés afin de le travailler de près.
Voir aussi « immobilisation de l’adversaire », « placement de l’adversaire » et « contre-cadrage ». Ci-dessous, une illustration de cadrage dans le coin d’un ring :

Après une amenée dans le coin par pressing et cadrage, l’attaquant porte un swing lors d’un mouvement de corps de son adversaire
- Cardio-kickboxing : En abrégé, « CKB ». Forme de pratique des années 1990, issue des États-Unis, et axée sur la condition physique et notamment le développement de la capacité cardio-respiratoire. Il consiste à exécuter des techniques de boxe dans le vide, dans un ordre chorégraphié et en musique. Cette forme de pratique qui a pour racines l’entraînement de boxe en musique du milieu du XXe siècle a pris pour modèle les principes d’entraînement inspirés du « new age californien » et des activités de mise en forme de type « fitness ». Parmi les activités les plus connues du public outre-Atlantique et du continent européen on trouve : le Cardio-B.F[7]   (né en France dans les années 1970 et appelé depuis les années 1990, « Savate-forme »), le « cardio-lethwei » (né dans les années 1970 aux États-Unis) et l'Aéro-kick (créé dans les années 1980 aux États-Unis), le « cardio boxe », le « body combat néo-zélandais » (créé en 1998), l’« énergie-full » (né en France dans les années 2000), le « karaté training », le « yoseikan training » et bien d’autres. Ci-dessous, un exemple de coup de pied dit « à la lune » :

 Un coup de pied de côté (ou latéral) ici en ligne haute
- Casser la distance : (Fr) Vocabulaire de sports de combat. Appartient à la catégorie à la catégorie des stratégies notamment des manœuvres. Action qui consiste à se rapprocher de l’adversaire dans un but défensif ou offensif. Ce mode opératoire appartient au domaine de la neutralisation. En matière défensive, l’objectif peut être de réduire la capacité d’action à grande distance de l’adversaire. Ex. : venir oppresser et bousculer l’adversaire pour annihiler sa faculté à utiliser des coups d’arrêt. En matière offensive, l’objectif peut être de chercher à travailler de près (mi-distance ou corps à corps). Ex. : se rapprocher d’un adversaire dont la maîtrise du corps à corps n’est pas son point fort.:Ci-dessous, une illustration :

Sur une attaque adverse en coup de pied circulaire, (B) « casse la distance » avec une couverture latérale du bras
- Chasser le coup : (Fr) Vocabulaire des sports de combat. Un chassé est un geste de défense qui consiste à dévier le coup de sa trajectoire avec le gant ou l’avant-bras voire le membre inférieur. « Chasser le coup » est une ancienne expression et elle est remplacée aujourd’hui par « dévier le coup ». Voir déviation de l'arme et parade en sports de combat.
- Chauss'fight : (Fr) En abréviation, « CF ». Pratique moderne du « chausson marseillais », ancienne méthode de combat usitée dans les ports et sur les bateaux au XIXe siècle dans le sud de la France. Par « chauss » on entend « chaussure », et par « fight » on entend « combat ». C'est un sport de combat de percussion avec des chaussures spécialisées. Les frappes avec la surface du tibia sont autorisées. L’anglicisme de l’appellation cette discipline et la réglementation sportive moderne fut codifiée à Marseille en 2007.
- Cheminée : (Fr) Vocabulaire des sports de combat. En sport de type « boxe », chemin dessiné par la position des deux avant-bras dans la garde dite « classique » c’est-à-dire les deux avant-bras dans l’axe vertical. Ci-dessous, une illustration :

Un coup de poing remontant (en anglais, uppercut) dans l’intervalle entre les deux avant-bras adverses ou « cheminée »
- Cible (… corporelle) : (Fr) Vocabulaire des sports de combat. Dans les sports de combat de percussion, registre autorisé de zones corporelles à atteindre (toucher avec contrôle en assaut technique) ou à frapper (en combat de plein contact c’est-à-dire au K.-O.-System) pour marquer des points. En compétition, pour remporter la victoire, le but à atteindre dans les conditions définies par le règlement est d’« atteindre des cibles ». Pour les sports de type « boxe », selon les autorisations dictées par règlement sportif, certaines cibles sont à privilégier dans le combat de plein contact pouvant conduire à des conséquences physiques doulouseuses et ainsi à un abandon :

- les cibles au-dessus de la ceinture : notamment la tempe, la mâchoire, le plexus solaire, le creux épigastrique et les flancs (foie, rate).
- les cibles au-dessous de la ceinture : notamment les muscles (cuisse, mollet) et les articulations pour certains sports.

Cibles de la boxe anglaise, la boxe olympique et professionnelle
- Combat : (Fr) Vocabulaire de sports de combat. Terme générique qualifiant plusieurs choses et notamment en boxe, l’opposition codifiée avec gants, duel exécuté en compétition selon des règles uniformisées (synonyme de match).

Il qualifie également la forme de pratique (sparring) qui consiste à s’opposer à l’entraînement suivant des conditions définies par l’entraîneur.
Dans les boxes sportives, il désigne également de nombreuses formes de rencontres officielles sur un ring et plus particulièrement la formule dite de plein impact ou « K.O.- System » (compétition institutionnalisée et organisée par une fédération).
Voir également : « assaut », « K.-O.-System », « médium-contact », « no-contact », « plein-contact », « point-fighting » et « pré-combat ».
- Combatique : (Fr) Vocabulaire des sciences du sport. « Ce courant de recherche a pour l’objet l’étude de l'acte d'opposition » (Delmas, 1973). La combatique constituée en discipline de recherche appartient au groupe des sciences du combat. Ces dernières sont nées dans les années 1970 dans l’intention de parfaire la connaissance des différentes pratiques d’opposition sur différents angles (historique, anthropologique, sociologique, psychologique, physiologique, etc.). Elles s’intéressent aux confrontations en tous genres, aussi bien aux conflits armés (domaine militaire), sociaux (domaine privé ou commercial) que ludiques (sports d’opposition - individuels ou collectifs, jeux de société et jeux vidéo).

Plus particulièrement pour les sports de combat et arts martiaux, la combatique rend compte des phénomènes observés dans les situations d’opposition. Elle se présente comme une discipline de recherche à part entière et élabore une connaissance fondamentale avec ses propres concepts et pouvant se détacher de toute préoccupation pratique (technique).
- Combat-test : cette expression revêt plusieurs notions. D’abord, il s’agit d’un « test-match » à l’occasion d’un tournoi officiel, effectué par les athlètes de haut niveau, en amont d’une grosse échéance. Le « combat-test » sera suivi d’un bilan de match (bilan des compétences). D’autre part, le « combat-test » est une forme d’opposition effectuée à la salle d’entraînement, avec des sparring-partners de niveau équivalent, destiné à évaluer le niveau de l’athlète bien avant un match. Il permettra dans le cadre d’une concertation entraîneur/boxeur de tirer des conclusions sur les comportements observés ; notamment à l’aide d’un support vidéo.
- Combinaison de jeu : (Fr) Vocabulaire des sports. En vocable raccourci, « combo ». Elle appartient à la catégorie des stratégies notamment des manœuvres. Désigne les enchaînements (ou liaisons) d’actions réalisés de construire un jeu offensif voire contre-offensif. Suivant la discipline sportive, dans le but d’atteindre des cibles adverses ou déséquilibrer l’opposant voire de le projeter au sol ou le faire abandonner. En matière d’apprentissage, il s’agit d’intégrer des automatismes à vocation stratégique. Ainsi à l’entraînement, vise à s’approprier des combinaisons offensives et contre-offensives :

. 1 - intégrer des automatismes à vocation stratégique (oui, les sports de combat ne sont pas des jeux de hasard !). On travaille des combinaisons d’attaque, de contre-attaque et d’attaque dans l’attaque adverse. Ces dernières sont étudiées à l’entraînement à l’aide de « routines » (certains disent réaliser des gammes comme on joue d’un instrument que l’on appelle quelquefois « combo »), c’est-à-dire répéter des mini-enchaînements prédéterminés ou des schémas tactiques en réponse à des sollicitations particulières.
. 2 - intégrer des procédés de manœuvre de l’opposant utilisant les caractéristiques propres de l’adversaire et les actions adverses. Les combinaisons concernent la mise en place de procédures d’exploitation de l’activité adverse (utilisation de l’action et de la réaction adverse – principe « dit de l’action-réaction »). 

Exemples en boxe anglaise :
- Ex.1 : enchaîner un uppercut puis un crochet en changeant la hauteur de frappe.
- Ex.2 : répondre par des crochets au corps après avoir esquivé des coups à la face.
On constate très souvent en compétition, que certaines liaisons d’actions ne sont pas toujours adaptées à la situation en présence parce que trop instinctives (on dit « stéréotypées »). Mais, ce défaut peut être gommé en travaillant sur l’adaptation de ces combinaisons au comportement adverse. Une illustration ci-dessous :
1.  ⇒ 2. 

1. (B) dévie le coup de poing direct adverse (en anglais, « jab »)…

2. ...et riposte en coup de poing crocheté au corps (« hook punch »)
- Contre-prise : (Fr) Vocabulaire des sports de combat. Technique de préhension qui utilise le principe tactique du contre au corps à corps consistant à utiliser l’attaque adverse à son avantage. Elle est quelquefois liée à une action de surpassement. Ex. : (A) porte une technique de projection de hanche et (B) surpasse la prise, au moment de l’attaque adverse, pour placer une projection de hanche du même côté.

Ci-dessous, une illustration : 

Lors d'un tentative de saisie de son cou, [A] s’abaisse pour esquiver et saisie les cuisses adverses pour porter une projection dite « par ramassage des jambes »
- Corps-à-corps : (Fr) Vocabulaire des sports. Terminologie des sports de combat. En abrégé, « CaC » (Delmas, 1975) et en anglais « clinch ». Situation d’opposition où les deux protagonistes se retrouvent au contact l’un de l’autre. Certains combattants excellent dans cette forme d’opposition sachant utiliser la force de leur buste, leur charge pondérale et leurs « ficelles » pour manœuvrer leurs adversaires. Certaines compétences de l’opposition de très près sont totalement différentes de celles de la grande distance. Parmi, les habiletés à défendre et à attaquer lors du corps-à-corps on trouve : contrôler le corps adverse pour défendre (neutraliser les actions futures, verrouiller les armes adverses), contrôler le corps adverse pour se créer une ouverture (c’est-à-dire une opportunité de cible à atteindre ou de projection, etc.), bloquer et accompagner les coups de près, s’évader d’un emprisonnement, etc. Voir également, accrochage.

Illustration ci-dessous :

[A] au corps-à-corps, à partir d’une saisie du cou adverse, porte un coup de genou remontant (en anglais, « diagonal knee strike »)
- Couloir direct d’affrontement : (Fr) Vocabulaire des sports. Désigne le chemin sur lequel se situent les appuis des deux protagonistes. On parle également de « chemin d’affrontement ». Voir également à « axe direct d’affrontement ».

[A]  et [B] ont leurs pieds dans le couloir direct d’affrontement
- Coup de coude : En anglais, « elbow ». Attaque avec la surface dure du coude ou les parties dures de l’avant-bras (radius et ulna/cubitus).

On dénombre la gestuelle usuelle suivante : 
1. circulaire à l’endroit à trajectoire horizontale (en anglais, « horizontal elbow »),
2. vertical remontant (« rising elbow strike »),
3. vertical descendant dit « écrasant » (« overhead elbow strike »).

Gestuelle moins usuelle :
1. direct les hanches de face (« straight elbow thrust »),
2. circulaire à l’endroit à trajectoire plongeante (« diagonal downward elbow »),
3. circulaire à l’endroit à trajectoire montante (« elbow slash »),
4. circulaire à l’envers à trajectoire horizontale et ample (« reverse horizontal elbow »),
5. circulaire à l’envers à trajectoire horizontale et courte (« short reverse horizontal elbow »),
6. en croissant interne (« ouside elbow strike »),
7. en croissant externe (« inside elbow strike »),
8. circulaire à l’envers et retourné (« spinning elbow »),
9. vertical descendant en sautant (« mid air elbow strike »),
10. vertical descendant avec les deux coudes joints (« double elbow chop »).

Certains de ces coups peuvent adopter différents types de trajectoires, de placement de hanche et être réalisés avec des surfaces de frappe variées sur différentes cibles. Pour quelques-uns, ils peuvent être, retournés (en anglais, « spinning »), sautés (en anglais, « jumping »), portés en « marche d’escalier » par exemple donnés des deux bras associés. Les coups de coude peuvent être combinés avec les techniques de poing et notamment enchaînés en « cascade », ce qui est une spécificité en boxe birmane.

Lors d'une avancée adverse, [A] porte un coup de coude vertical descendant (« overhead elbow strike »)
- Coup de genou : En anglais, « knee ». Attaque avec la surface dure du genou.

On dénombre la gestuelle usuelle suivante : 
1. direct les hanches de face (en anglais, « straight knee thrust »),
2. circulaire à l’endroit à trajectoire montante (« diagonal knee strike »),
3. vertical remontant (« rising knee strike »),
4. en croissant interne (« inside knee slap »),
5. circulaire à l’endroit à trajectoire horizontale (« horizontal knee strike »).

Gestuelle moins usuelle :
1. circulaire à l’endroit à trajectoire plongeante (« curving knee strike »),
2. en croissant externe (« reverse knee »),
3. coup vertical de face descendant dit « plongeant » (« knee chop »),
4. direct les hanches de profil (« side knee »),
5. direct les hanches de face en sautant à un seul genou (« flying knee strike »),
6. direct les hanches de face en sautant à double genoux (« flying double knee »),
7. direct les hanches de face dit « en marche d’escalier » (« step up knee strike »).

Certains de ces coups peuvent adopter différents types de trajectoires, de placement de hanche et être réalisés avec des surfaces de frappe variées sur différentes cibles. Pour quelques-uns, ils peuvent être retournés (spinning), sautés (jumping), volants (flying), donnés des deux jambes (doubles), en marche d’escalier et à effets combinés. Ex. : coup de genou en croissant externe à la fois retourné et sauté.

Lors d'une avancée adverse, [A] porte un coup de genou direct  avec une saisie du cou ici en technique d'arrêt
- Coup de pied : En anglais, « kick ». Attaque avec le membre inférieur et notamment les parties dures du tibia et du pied. On parle également de techniques de jambes.

On dénombre la gestuelle usuelle suivante :  
1. direct les hanches de face (en anglais, « front kick »),
2. direct les hanches de profil ou latéral (« side kick »),
3. circulaire à l’endroit à trajectoire horizontale (« roundhouse kick »),
4. circulaire à l’endroit à trajectoire montante (en anglais, « diagonal kick »).

Gestuelle moins usuelle :
1. circulaire à l’envers à trajectoire horizontale (« hook kick »),
2. direct les hanches de dos (back kick)
3. en croissant externe (« crescent kick »),
4. en croissant interne (« stick kick »),
5. retombant les hanches de face (« hammer kick »),
6. circulaire à l’endroit et retombant (« down roundhouse kick »),
7. balayage (« sweeping ») soit de forme circulaire à l’endroit ou à l’envers, en croissant, pistonné, tournant ou retourné,

Certains de ces coups ci-dessus peuvent adopter différents types de trajectoires (rectiligne et curviligne), différents placements de hanche et être réalisés avec des surfaces de frappe variées sur différentes cibles. Nombreux de ses coups de pied peuvent être tournants, retournés (en anglais, « spinning » ou « turning »), sautés (« jumping »), volants (« flying »).
Gestuelle en sautant :
1. Coup de pied direct et sauté (« jump front kick »),
2. Coup de pied circulaire à l’endroit et sauté à trajectoire horizontale (« jump roundhouse kick »),
3. Coup de pied circulaire à l’envers et sauté à trajectoire horizontale (« jump hook kick »),
4. Coup de pied latéral et sauté (« jump side kick »),
5. Coup de pied en arrière et sauté (« jump back kick »),

Gestuelle en tournant ou/et en sautant :
1. Coup de pied circulaire à l’envers retourné et sauté (« spinning hook kick »),
2. Coup de pied latéral retourné et sauté (« spinning side kick »),
3. Coup de pied arrière retourné et sauté (« spinning back kick »),

Ci-dessous une illustration :

[A] porte un coup de pied arrière, retourné et sauté
- Coup de poing : En anglais, « punch ». Attaque avec le poing fermé, notamment en boxe avec la surface avant du poing.

On dénombre la gestuelle usuelle suivante : 
1. direct de forme pistonnée les hanches de face et à trajectoire longue (en anglais, « straight punch », du bras avant, « jab » et du bras arrière, « cross »),
2. circulaire à l’endroit et à trajectoire horizontale de forme dite « crochetée » (« hook punch »),
3. remontant les hanches de face (« uppercut »).

Gestuelle moins usuelle :
1. retombant les hanches de face (« overcut »),
2. circulaire à l’endroit à trajectoire horizontale de forme dite « en bâton » (« swing »),
3. direct de forme pistonnée courte les hanches de face (« short straight punch »),
4. Coup de poing direct de forme pistonnée et sauté les hanches de face et à trajectoire longue (« jump punch ».

Pour délivrer les coups de poing, nous trouvons deux formes principales de trajectoire (rectiligne et curviligne) ; et pour la plupart des types de boxe une seule surface de frappe (l’avant du poing). Certains des coups ci-dessus peuvent être délivrés avec des orientations du corps différentes de la gestuelle de base, emprunter des trajectoires variées (montantes ou plongeantes) et se combiner avec d’autres gestes ; on les nomme des gestes « hybrides » ou « mixtes » (Ex. : le « bolo-punch »).
. Ex. 1 : 

Sur une progression adverse, [A] porte un coup de poing direct du bras arrière (en anglais, « cross »)
. Ex. 2 : 

[A] porte un coup de poing direct du bras arrière en sautant (en anglais, « superman punch »)
- Coup de tête : en anglais, « head ». Percussion avec les parties dures du crâne et notamment le haut du front. Les cibles visées sont le plus souvent la poitrine et l’abdomen. Au corps à corps, elle est une arme redoutable. En Asie du Sud-Est, dans certaines boxes traditionnelles, elle est utilisée notamment en boxe birmane.

On dénombre la gestuelle usuelle suivante : 
1. direct les hanches de face vers l’avant (en anglais, « forward head butt »),
2. vertical remontant les hanches de face (« rising head butt »),
3. vertical descendant les hanches de face (« low head butt »),
4. latéral les hanches de face et circulaire (« rolling head butt »).

Gestuelle moins usuelle :
1. direct les hanches de profil (en anglais, « side head butt »),
2. direct les hanches de face vers l’arrière (« backward head butt »),
3. direct les hanches de face en sautant (« jump head but »).

Ci-dessous, une illustration de gestuelle en contre-offensive en boxe birmane :

[A] porte une attaque dans l’attaque adverse à l’aide d’un coup de tête direct de type « sanglier » ici lors d'une attaque d’un coup de poing direct adverse (en birman, « pyon latt di »)
- Coup tournant : (Fr) Vocabulaire des sports de combat. « Technique en tournant sur soi-même ». Les anglophones parlent de « turning » et de « spinning ». Geste de frappe utilisant une rotation sur un appui (pivot) pour délivrer un coup ou une projection. Ces techniques s’exécutent dans les deux sens de rotation :

- à l’endroit, c’est-à-dire la rotation effectuée la poitrine en premier (appelé « technique tournante à l’endroit »). Ex. : pour le coup de pied circulaire avec un pivotement sur l’appui principal (en anglais, « roundhouse-kick ») ;
- à l’envers c’est-à-dire le dos en premier (appelé « technique retournée »).

On trouve des techniques de bras (coup de poing ou coup de coude retourné), des techniques de jambe (coup de pied et des coups de genou retourné) et même des techniques de tête et d’épaule pour les boxes ancestrales. Ex. : le coup de poing en revers retourné (en anglais, « spinning back-fist »). Technique interdite en compétition de la série des amateurs, cela pour sa dangerosité (en Europe, notamment dans la plupart des boxes pieds-poings). Illustration ci-dessous d’une technique tournante :

[A] porte une attaque dans l’attaque adverse avec un « balayage dit retourné » lors d’une attaque d’un coup de pied en ligne haute

[A] porte une attaque dans l’attaque adverse avec un « balayage dit tournant » lors d’une attaque d’un coup de pied en ligne haute
- Couverture de la cible : : (Fr) Vocabulaire des sports de combat. « Se couvrir » c’est se garantir de l’attaque adverse à l’aide d’une protection avec le gant et le bras (appelée couverture). La couverture en sports de combat de percussion n’est pas qu’une activité défensive mais effectuée à titre préventif dans sa propre offensive (notion de mise en sécurité), ce qui évitera dans ce dernier cas de prendre un coup de contre (c’est-à-dire, une attaque dans l’attaque adverse, en abrégé AdA). On parle d’engagement « couvert » ou à contrario de se découvrir en attaquant ; et on entend très souvent, au bord des rings de la part du coach, l‘expression : « monte ta garde ! » pour signifier de se protéger face à une future offensive.

Illustration ci-dessous :

[A] protège la cible visée avec son avant-bras et gant sur une attaque en coup de pied en bâton (en anglais, « stick kick »)
- Créer des ouvertures : (Fr) Vocabulaire des sports. C’est l’objectif principal des actions de construction du jeu. Différents moyens et procédés permettent de libérer des cibles : les combinaisons des gestes offensifs (enchaînement) et les techniques de manœuvres qui vont mettre en difficulté défensivement l’adversaire.
- Crochetage : (Fr) Vocabulaire des sports de combat. Technique de saisie destinée à immobiliser un membre de l'adversaire soit pour le verrouiller soit pour le déséquilibrer. Appelé également une « liane » en lutte sportive au corps-à-corps.

[A] tente un déséquilibre par une « technique dite de crochetage de la jambe par l’intérieur » (projection avec un point de bascule à partir de l’appui principal)
- Cross-counter : (Ang.) littéralement « contre croisé ». Coup de poing direct et plongeant porté en contre c’est-à-dire une attaque dans l‘attaque adverse. C’est un coup magistral d’anticipation donné en général sur une attaque en direct du bras avant de l’adversaire et qui croise la trajectoire du coup adverse.

[B] porte une attaque simultanée  c’est-à-dire une attaque dans l’attaque (en anglais, « cross-counter ») sur une attaque adverse en coup de poing direct

## D
- Débordement (Pas de… de l’adversaire)  : (Fr) Vocabulaire des sports. Sortie complète du couloir d’affrontement. « Déborder », se dit aussi d’une échappatoire latérale à la suite d'une tentative d’immobilisation de l’adversaire par exemple dans un coin du ring. Outre de nature défensive, le débordement est aussi une activité offensive. Certains boxeurs à la recherche d’angles d’attaque différents de l’axe direct arrivent à placer des contre-attaques efficaces et surprenantes après un pas de côté. Lorsque le boxeur fait le tour de son adversaire, on parle plutôt de contournement, question de terminologie ! « Déborder » a ainsi deux objectifs :

- Action défensive : se dit aussi d’une échappatoire latérale à la suite d'une tentative d’immobilisation de l’adversaire par exemple dans un coin de la surface de combat (tapis, ring).
- activité offensive : outre de nature défensive, le débordement est aussi une. Certains boxeurs à la recherche d’angles d’attaque différents de l’axe direct arrivent à placer des contre-attaques efficaces et surprenantes après un pas de côté.
Lorsque le combattant fait le tour de son adversaire, on parle plutôt de « contournement », question de terminologie !
Voir également à « décalage » et « pas de côté ».
Illustration :
. Ex. 1 : 

Lors de la progression adverse effectue, [B] effectue une sortie du couloir direct puis riposte en coup de poing plongeant (en anglais, « overcut »)
. Ex. 2 : 

Au déclenchement du coup de pied direct, [B] effectue une sortie du couloir direct en portant simultanément une attaque dans l’attaque en coup de pied circulaire en ligne basse
- Décalage (Pas de…)  : (Fr) Vocabulaire des sports. Placement du corps hors de l’axe offensif adverse par déplacement d’un ou de deux appuis. Mais ce terme n’a pas une assise conceptuelle ferme. Certains auteurs le définissent comme le placement d’un seul appui en dehors du couloir d’affrontement. On parle de « décalage intérieur » lorsque le déplacement s’effectue dans le secteur d’action adverse et de « décalage extérieur » lorsque le déplacement s’effectue en dehors du secteur d’action adverse. Ex. Après un pas de décalage, riposter en uppercut sur le flanc adverse. Voir aussi : « débordement » et « pas de côté ».

Illustration :
. Ex. 1 : 

Lors de l’attaque adverse, [B] met un pied hors du couloir direct d’affrontement puis riposte en coup de poing remontant du bras arrière (en anglais, « uppercut »)
. Ex. 2 : 

Lors de l’attaque adverse, [B] met un pied hors du couloir direct d’affrontement en déviant simultanément le coup de poing direct
- Défense : (Fr) Vocabulaire de la stratégie militaire. Ensemble des comportements destinés à faire échec à l’offensive adverse. Se garantir contre les attaques adverses se présente comme un des trois objectifs principaux à atteindre dans les sports de combat de percussion à côté d’attaquer les cibles adverses et d’utiliser l’action adverse à son propre avantage. Elle se résume par un ensemble d’actions destiné à faire échec à l’offensive adverse, comprenant les blocages de coups, les déviations de coups, les esquives de coups et les déplacements (mobilité pour ne pas être atteint). On peut rajouter, pour certaines boxes pieds-poings, la défense contre la tentative de projection de l'adversaire.

On distingue plusieurs objectifs de défense :
- la simple mise en sécurité de ses propres cibles, quelquefois réalisée en urgence (dite défense passive : couverture neutre, blocage neutre, etc.) ;
- la réalisation d’actions destinées à utiliser l’activité adverse à son avantage (appelée par certains auteurs, défense active).

En matière de « défense active » on trouve :
- le blocage déviant ou la parade chassée dans le but de déséquilibrer, le blocage absorbant, l’esquive - pour ces trois formes liés à des ripostes simultanées ;
- puis le coup d’arrêt  suivi également de ripostes ;
- la mise en difficulté de réalisations offensives adverses (par le raccourcissement ou l’augmentation de la distance, par le verrouillage des armes adverses, par une déstabilisation à base de techniques de menace, de leurre, etc.).

Ces deux derniers objectifs nécessitent des qualités d’initiative, d’anticipation et d’à-propos. Pour dépasser un cliché qui dit "la meilleure défense, c'est l'attaque", on dira : Le but à atteindre serait d’être capable de défendre et de contre-attaquer (riposter) dans toutes les positions avec le moindre risque.

On distingue trois catégories de défense :
- la défense dite « classique » ayant pour but d’annihiler l’action adverse (ex. : « couverture », parade bloquée, parade opposition...) ;
- la défense dite « active » favorisant l’utilisation de l’action adverse (ex. : absorption de choc, coup d’arrêt, parade-chassée ou déviation, dégagement) ;
- et la neutralisation ou activité d’anticipation ayant pour but d’empêcher le déclenchement de l’offensive adverse.
Illustration ci-dessous :

Sur une attaque en coup de poing direct du bras avant (en anglais, « jab »), [A] protège son visage avec une couverture des deux gants 

- Défense active  : (Fr) Vocabulaire de la science militaire. Appartient aux techniques de neutralisation. Contrairement à d’une défense dite « passive », se contentant tout bonnement de défendre et réagir le plus souvent en urgence, dans cette catégorie dite « active » on parle ainsi de « défense préventive ».

Comme sa dénomination l’indique, la démarche consistant à adopter un « comportement préventif » contre la future action adverse ; mettant en valeur le proverbe ancestral : « la meilleure défense, c’est l’attaque ».
Ce type de défense nécessite une prise d’informations sur l’adversaire, c’est-à-dire une attention constante et un relevé d’indices probants afin de mettre en place un plan d’action. Dans cette catégorie, on parlera plus :
- d’une activité évitant de subir l’offensive adverse et au mieux (action préventive)
- de procédé ayant pour but l’économie de l’énergie dans l’action même de défense, et ainsi militant les dégâts corporels et mentaux.
- et au mieux, d’utiliser l’action offensive adverse à son propre avantage (à la fois, action préventive et « exploitative »).
La « défense active » se présente sous deux formes temporelles :
1. Avant le développement de l’offensive adverse, en japonais, sen sen no sen (先々の戦), c’est-à-dire : une pré-défense). Elle vise le non démarrage d’une action offensive, appelé en terme militaire, neutralisation ;
2. Pendant le développement de l’offensive adverse, en japonais, o sensen no sente (戦線の先手), c’est-à-dire : anticiper un mouvement de défense. Il s’agit d’une interception de l’action adverse par une activité dite d’obstruction, pouvant aller jusqu’à l’utilisation de la puissance de frappe (en anglais, « punch ») dans un combat au K.-O.-System. L’action peut-être déclenchée soit :
au déclenchement de l’offensive adverse. Ex. en sport de type boxe : [A] porte un coup de poing de stoppage sur l’avancée adverse (lors de l’approche) au démarrage de l’attaque adverse.
durant le développement de l’offensive adverse. Ex. en sport de type boxe : [A] porte un coup de pied d’arrêt lors du déroulement du coup de poing.
Ci-dessous trois illustrations de stoppage : 

.Exemple no 1 : sur une avancée adverse

[A] porte un coup de coude direct d’ arrêt (en anglais, « straight elbow thrust ») du bras avant
.Exemple no 2 : au démarrage de l’attaque

[A] porte un coup de genou direct d'arrêt (en anglais, « straight  knee thrust ») lors d’une tentative de saisie adverse
.Exemple no 3 : durant le développement de l’attaque

[B] porte un coup de pied direct d'arrêt (en anglais, « front kick ») lors d’une attaque adverse en coup de pied circulaire
- Dégagement (d’une « souricière) : (Fr) Vocabulaire des sports. Est appelé « évasion » en sport de combat. Cette action appartient à la catégorie des défenses. Action défensive consistant à quitter une zone géographique à risque ou un corps à corps afin d’éviter une activité adverse dangereuse. Le changement de place est destiné à se dépêtrer d’une situation d’immobilisation (de fixation) provoquée par l’adversaire (soit un corps à corps, un accrochage, un emprisonnement dans un coin ou sur les cordes, etc.). Le plus souvent le dégagement est réalisé avec un pas de côté combiné à une action de bras. Cette habileté appartient à un ensemble appelé « techniques d’évasion » (échappé, délivrance, glissement, etc.). Voir à « évasion ».

Ci-dessous une illustration : 

[B] amené dans le coin sur un pressing, s’accroche à l’opposant et le fait tourner par une action de bras pour se dégager de son emprisonnement
- Désaxage : (Fr) Vocabulaire des sports. En anglais, « slipping ». C’est un décentrage du buste hors de l’axe direct d’affrontement sans déplacement des appuis. On parle le plus souvent de désaxage oblique. Cette activité est nécessaire pour éviter d’être atteint (touché ou saisi)  lors d’une attaque ou lors d’une contre-attaque (riposte ou attaque dans l’attaque adverse). Ci-dessous une illustration :

[B] lors d’un jab, dans la même action désaxe son tronc vers l’extérieur et porte une attaque dans l’attaque adverse (contre) en coup de poing au corps
- Déséquilibre (Action de…) : (Fr) Vocabulaire des sports de combat. Activité destinée à faire perdre la stabilité voire à projeter l’adversaire. Différentes actions de base coexistent : l’allègement, le balayage de l’appui, la poussée, le soulevé, le tassé, le tiré, la torsion, etc.

Illustration ci-dessous :

[A] porte une « technique dite de crochetage de la jambe par l’extérieur » (projection avec un point de bascule à partir de l’appui principal)
- Déstabilisation (… de l’adversaire) : (Fr) Vocabulaire de la science militaire. « Déstabiliser » signifie perturber la construction du jeu adverse par le biais de manœuvres diverses. Cela dans le but de faciliter la construction de son jeu personnel et d’utiliser le comportement adverse à son propre avantage. Pour vaincre l’adversaire, il est possible d’utiliser la démarche suivante : créer un rapport de force favorable qui passe l’établissement d’un contrôle adverse et par l’initiative d’action. À ne pas confondre avec une tentative de déséquilibre (projection au sol).

Illustration ci-dessous :

[B] empêche la progression avant et la construction du jeu, ici avec un contrôle sur la cuisse avant à l’aide d’un coup de pied direct de type « pistonné » (« push kick »)
- Déviation de l’arme[8] : (Fr) Vocabulaire des sports de combat. Également nommée, « parade chassée ». Cette action appartient à la catégorie des défenses notamment la « défense active ». Se dit d’une action défensive destinée à détourner l’arme adverse de sa trajectoire. Elle présente l’avantage de créer une ouverture dans la défense adverse voire de provoquer un déséquilibre corporel par un effet de déport. Action à ne pas confondre avec le battement qui est une action similaire mais le but est de nature offensive (trouver une ouverture dans la garde ou empêcher une action par anticipation).

Illustrations ci-dessous :

[B] à l’aide d’un mouvement de bras et avec le gant dévie le coup de poing direct du bras avant adverse (en anglais, « jab »)

[A] à l’aide d’un mouvement de bras et avec le gant dévie le coup de pied circulaire adverse (« roundhouse kick »)

## E
- Écart des pieds : voir à « empattement ».
- Enchaînement (… des actions) : (Fr) Vocabulaire des sports. Également, « combinaison de jeu. Il appartient à la catégorie des manœuvres en situation offensive comme en situation défensive (notion d’incidence sur l’opposant). « En sports de combat, enchaîner c’est lier plusieurs actions dans le but de créer chez l’opposant de l’incertitude défensive afin de prendre le dessus » (delmas, 1975). En matière d’apprentissage, l’appropriation de « routines » d’action c’est-à-dire l’intégration mentale de « schémas tactiques » corporels permet de libérer du temps de réflexion et ainsi gagner du temps durant la confrontation.

En matière offensive : Lier des gestes techniques offensifs permet de trouver des ouvertures car ils ont pour effet de créer de l’incertitude défensive et immédiate chez l’opposant (on dit que le but est de « déborder l’adversaire » pour prendre le desuus). Les enchaînements peuvent être constitués de séries des différents segments corporels ou de gestes redoublés du même segment. Les gestes peuvent être variés, sur des hauteurs et des cibles différentes. Ex. en boxe anglaise : enchaîner jab puis un crochet long du bras avant avec gain de distance entre les deux gestes peut permettre de trouver une ouverture sur une « porte » latérale.
En matière contre-offensive : Lier un geste technique de défense (ou de neutralisation) suivi d’une contre-attaque immédiate (contre-attaque prédéterminée ou spontanée) permet également de trouver des ouvertures (opportunités).
Voir également, « combinaison de jeu », « opportunité », « routine », « schéma tactique » et « suivi de l’action ».
- Esquive : (Fr) Vocabulaire des sports. Elle appartient à la catégorie des défenses. Également nommé, « dérobement » sur une attaque, « évitement » d’une attaque ou « retrait » d’une partie corporelle. Elle consiste à un déplacement de tout ou d’une partie du corps pour éviter d’être atteint par le coup adverse. Elle est l’apanage des combattants expérimentés et la forme de défense par excellence. Ce mode défensif n’engendre ni perturbation de l’équilibre ni séquelles corporelles et ainsi favorise une spontanéité des ripostes rapides voire puissantes.

On trouve deux catégories principales :
1 - L’esquive sur place, c’est-à -dire sans déplacement les appuis au sol. On trouve :
- l’inclinaison latérale du tronc restant de face appelé « désaxage »,
- l’inclinaison latérale du tronc de côté avec une torsion du tronc et extension dorsale,
- l’esquive par-dessous (1/ le retrait vertical ou 2/ l’esquive dite « rotative »),
- le retrait de buste en arrière dite par « extension dorsale ».
2 - L’esquive par déplacement des appuis au sol. On trouve :
- le pas de côté appelé « décalage », en anglais side-step' (1/ avec une sortie d’un appui du couloir d’attaque ou , 2/ avec une sortie des deux appuis du couloir d’attaque),
- le pas de retrait en arrière, en anglais back-step (1/ avec un rassemblement de l’appui avant vers l’appui arrière ou, 2/ déplacement des deux appuis en arrière).
Illustrations ci-dessous :
- Ex. 1 : 

[A] effectue un retrait en arrière du buste avec protection de l’épaule et du gant, sur l’attaque adverse en coup de poing direct du bras arrière (en anglais, « cross »)
- Ex. 2 : 

Lors d’une attaque en coup de poing circulaire (en anglais, « hook »), [B] esquive par le biais d’un retrait en arrière de buste 

## F
- Façon de combattre : (Fr) Vocabulaire de la combatique. Manière de faire propre à chaque individu et que l’on peut rapporter à des classes de « comportement-type » et de stratégies. Elle est propre à un tempérament, à un potentiel physique, à ce qui lui a été enseigné par son école de boxe et à un choix personnel. Ainsi, on distingue différents types de combattant :

- l’ « attentiste du « fonceur » (ou « chasseur ») 
- le « technicien » du « frappeur » (cogneur ou bucheron),
Etc.
Mais ce classement ne s’arrête pas là. On recense différents caractères variables pour chaque « typologie ». Par exemple pour les sports de combat de percussion, chez un style dit « technique » : boxer en coups longs, en coups d’arrêt, en coups de contre. Chez un style dit « physique » : faire le « forcing », boxer en crochets puissants « à la godille », chercher le « corps à corps », chercher le « coup dur ». Lorsqu’un combattant utilise sa façon habituelle de boxer (son style habituel), on dit qu’il est sur son « registre » ; cela à la manière d’un musicien qui répète ses gammes préférées. D’autre part, ce qui est appréciable dans un combat c’est l’opposition de styles.
Un combattant qui souhaite « révolutionner » son propre style, radicalement changer sa façon de combattre doit très souvent essayer transformer de nombreuses habitudes. Ce challenge prend beaucoup de temps et d’énergie…  Voir à « caractéristiques du combattant et « profil du combattant ».
Illustrations ci-dessous d’une manière à organiser des actions tactiques :
- Ex. 1 : 

Tactique de manœuvre : [B] utilise le coup de poing direct du bras avant (en anglais, « jab ») pour gêner la construction du jeu adverse et la progression vers l’avant de son opposant
- Ex. 2 : 

Tactique d’adaptation : [B] utilise les attaques en coup de poing direct adverses pour placer des attaques dans l’attaque adverse contre ici en coup de pied latéral (« side kick) »
- Fauchage (Technique de…) : (Fr) Vocabulaire des sports de combat. Technique de projection consistant à supprimer l’appui au sol à l’aide, soit d’un geste de projection (dit de faucheur) soit d’un coup de pied de frappe. Généralement un fauchage se réalise au niveau de la cuisse adverse, mais il peut être réalisé plus bas sur la jambe ou plus haut sur la hanche. Ce geste est à différencier d’un geste qui a le même but, le balayage, qui lui se réalise plus bas (sur le pied ou le bas de la jambe - mollet). Exemple de fauchage de la jambe d’appui :

[B] après une saisie du membre inférieur, porte un coup de pied circulaire de déséquilibre sur la jambe d'appui adverse (fauchage)
- Feinte d’attaque : (Fr) Vocabulaire des sports d’opposition. Aussi « fausse-attaque ». Mouvement offensif, semblable à une attaque, destiné à déjouer les gestes de défense de l’adversaire afin de créer des ouvertures (sorte d’invitation à défendre). Ce simulacre d’action offensive permet de tirer parti d’une réaction adverse pour placer une attaque différée. C’est donc une « fausse information » donnée à l’adversaire dans le but de le tromper (ruse) ou de le surprendre suivi par une action offensive en réponse.

On trouve deux catégories de feintes :
.1 - La feinte programmée : ce comportement consiste à mimer le premier coup afin d’atteindre au second coup une cible censée s’être découverte. C’est donc un ensemble de deux coups indissociables et rapidement réalisable. Dans ce procédé le feinteur s’attend à ce que l’adversaire réagisse comme prévu contrairement à la seconde catégorie ci-dessous. Dans certaines écoles de boxe, on apprend différents types de feintes standards (Ex. : le  un-deux) ;
. 2 - La feinte adaptative : dans ce second procédé après avoir mimé le premier coup, le feinteur guette l’ouverture sans savoir au préalable où elle se produira. Certains athlètes construisent leur boxe sur cette façon d’agir, on dit d’eux que ce sont des « opportunistes ».

Il existe différentes formes de feintes : feinte de corps, de déplacement, de l’arme (de coup), de cible, etc. Voir aussi, « manœuvre » et « stratégie ».
Illustration de feinte « dite de l’arme » :
1.  ⇒ 2. 

1. [A]  porte une fausse-attaque en crochet à la face pour faire réagir son adversaire en retrait de buste (simulacre)…

2. ...et enchaîne en coup de coude en revers du même bras lors du retour du buste de l’opposant
- Fighter : (Ang) Désigne en anglais un combattant d’art martial. Ce terme est utilisé pour certaines disciplines : « point-fighter » pour la discipline « point-fighting ». En France, on parle de « free-fighter » pour un combattant de combat libre (MMA).
- Full-contact : (Ang) En abréviation, « FC ». Aussi « full contact karate » et « american kickboxing ». Forme de boxe américaine sans coups de pied bas (en anglais, « low kick »). Aux États-Unis, certains situent la naissance du kick-boxing, le 17 janvier 1970 à Long-Beach (Californie), quand Lee Faulkner organisa une rencontre sur ring au K.O., opposant Joe Lewis à Greg Baines, combat de Full-contact Karate appelé American Kickboxing par un journaliste. Enfin, une autre hypothèse semble faire l’unanimité. Au milieu des années 1970, certains karatékas de haut niveau, décidèrent d’apporter la dose de contact qui manquait à leur discipline de compétition. C’est ainsi que commença la « révolution » du karaté américain. Ils procédèrent à des essais de nouvelles formes de combat. D’abord l’idée de l’ « open », satisfaisait les exigences de tous les adeptes des arts martiaux, où les pratiquants portaient des protections en matériau expansé, ce qui leur permettaient de toucher un peu plus l’adversaire et sans que le K.O. soit permis. Ainsi on parla d’un « american karate », en fait, il s’agissait d’un « karaté aux points » (karaté de type escrime olympique à la touche contrôlée, appelé plus tard en Europe, « semi-contact »).

Mais ces grands tournois de « point-fighting » (de type règlement d’escrime et à la “touchette“ c’est-à-dire, à la touche très légère) ne satisfaisaient pas tout le monde, il fallait une raison, bien plus importante pour attirer les sponsors et la télévision : le « K.O.system » (les Américains n’appréciaient pas les simulacres de combat). C’est pour ces raisons que naquit le « Full contact Karate » le 14 septembre 1974 à Los Angeles (Californie) lors d’une soirée historique réunissant 12 000 spectateurs. Ce fut le premier championnat du monde de la P.K.A. (Professional Karate Association) sur tatami. 

Le 1er héros du full-contact karate fut le très célèbre karatéka Joe Lewis qui disputa le premier match de « karaté » avec des gants de boxe. Un nouveau style de combat était né. Lentement, cette forme sportive se structura, des rencontres s’organisèrent un peu partout et Howard Hanson, célèbre organisateur et ceinture noire de karaté du style « shorin-ryu », eut l’idée d’organiser les combats sur un ring plutôt que sur un tatami. Il fallait une fédération pour régir ce nouveau sport, la première fut la « Professional Karate Association » (PKA) fondée par Mike Anderson et les époux Don et Judy Quine. Cette fédération avait pour objectif de coordonner et de promouvoir cette discipline au niveau professionnel dans le monde entier. Mike Anderson à cette époque dirigeait la revue « Professional karate magazine » et organisait la « Top ten national » à l’issue de laquelle des sommes importantes étaient distribuées aux vainqueurs. Cette forme de compétition a été introduite en France par Dominique Valera (célèbre karatéka français) à la fin des années 1970, sous le nom de « full-contact », appelée plus tard « boxe américaine » suivant des directives ministérielles.
Illustration de fauchage de la jambe d’appui :

[A] effectue un retrait de buste sur une attaque en coup de pied circulaire en ligne haute (en anglais, « hight kick »)
- Fulleur : (Fr). Désigne, en France depuis la fin des années 1990, un pratiquant de full-contact. Cette façon de dire nous semble très inappropriée notamment car elle ne correspond à aucune dénomination et convention internationale.
- Fuyard : Désigne deux attitudes différentes. D’abord celle d’un combattant qui craint la progression adverse (ou qui est en difficulté) et se met à l’abri des actions adverses (gagner du temps pour récupérer ou finir le match car son avance aux points est confortable). D’autre part, celle d’un combattant qui utilise les dérobements pour construire son jeu. Par un comportement de fuite et de mise à distance, il se met à l’abri de nombreuses actions offensives dangereuses. D’autre part et intentionnellement, il peut utiliser à son avantage le « principe de l’aspiration » ce qui lui permet de placer des techniques contre-offensives (ripostes et coups de contre). Par opposition, lorsque son adversaire s’efforce de le « coincer », on dit qu’ils jouent tous deux « au chat et à la souris ». Voir aussi attentiste, boxer en tournant, « hit-and-run » et « laisser passer l’orage ».

## G
- Garde de combattant : (Fr) Vocabulaire de sports de combat. Aussi attitude de combat. Lorsqu’on parle de « garde », on pense souvent à la position des bras pour se protéger. Mais bien plus que cela, elle désigne une organisation corporelle permettant au combattant de se préparer à défendre et d’autre part à passer à l’offensive, cela dans une configuration qui lui offre un maximum de sécurité et d’efficacité. Différentes positions permettent de faire face à un adversaire avant et pendant l’engagement et sont appelées à défaut « garde ». Comme son nom l’indique, « être sur ses gardes » c’est se mettre en alerte permanente et adopter une position favorable pour réagir. De nombreuses attitudes de garde existent : garde trois-quarts de face, de profil, garde inversée, garde haute, garde basse, garde avancée, garde ramassée, etc. Certes, il est très important « d’être gardé » (hermétique), mais il faut également adopter une attitude qui permettre d’agir et de réagir rapidement et avec efficacité (donc adopter une posture efficace). A contrario un boxeur n’adoptant pas d’attitude définie où ayant les bras « en bas » est dit « non gardé ». D’ailleurs, certains boxeurs font ce choix dans la perspective de construire leur jeu sur la base de contre-informations (tromperies).

Illustration :

Posture de trois-quarts de face, avec une répartition de poids égal sur les deux appuis, et attitude dite de garde rentrée (gants près de visage et bras près du tronc)

## H
- Hauteur de cible  : voir à « ligne d’attaque ».
- Haymaker : Technique de coups de poing liés (l'un dans l'autre) infligée au niveau de la tête. Cette technique est interdite dans tous les sports de combat et dans toutes les boxes aujourd’hui.

## I
- Immobilisation de l’adversaire : (Fr) Vocabulaire de la combatique. Appartient à la catégorie des contrôles de l’adversaire. Se concrétise par une incapacité momentanée à s’échapper d’une zone géographique ou d’un corps à corps. Suivant la discipline sportive coexistent différents types d’immobilisation de l’opposant :

- en position debout : cette situation plutôt provisoire où un combattant est dans la difficulté à changer de place dans le ring facilite le passage à l’offensive adverse. Pour réaliser cet état transitoire d’immobilisation, un travail dit de pressing et de cadrage sera utilisé. Certains athlètes basent leur travail sur ces capacités à conduire et à stabiliser leurs adversaires dans certaines zones de l’espace de rencontre notamment les côtés et les coins.
- en position au sol : cette situation permet au combattant qui a l’initiative de verrouiller le travail adverse, ainsi marquer de avantages sur le carton des juges voire de remporter définitivement la rencontre.. Cette situation provisoire où un combattant est dans la difficulté à changer de place dans le ring facilite le passage à l’offensive adverse. Pour réaliser cet état transitoire d’immobilisation, un travail dit de pressing et de cadrage sera utilisé. Certains athlètes basent leur travail sur ces capacités à conduire et à stabiliser leurs adversaires dans certaines zones de l’espace de rencontre notamment les côtés et les coins.
Illustration :

Enfermement dans l’angle du ring, permettant un travail sans échappatoire
- Intérieur de la garde : (Fr) Vocabulaire des sports de combat. Désigne les parties corporelles se situant dans l’espace situé entre les bras de la garde (la « fourche » formée à la bras[pas clair]). A contrario de l’extérieur de la garde, qui indique les parties en dehors de la fourche. Voir également à « cheminée ».

## J
- Jeu de jambes : (Fr) Vocabulaire des sports de combat. Expression populaire et imprécise qui désigne la capacité d’un combattant à se mouvoir. Elle concerne surtout la capacité à bouger sans cesse et à pouvoir se mettre en mouvement en cas de besoin.

## K
- Kickboxeur : et autre graphie, « kick-boxeur ». Désigne un pratiquant de kick-boxing.
- Kick-boxing : En abréviation, « KB ». Terme générique qui peut se traduire par boxe pieds-poings (to kick : « donner un coup de pied » et « boxing », bien sûr, relatif à l’action de délivrer des coups de poing). Cette boxe pieds-poings a été popularisée au Japon dans les années 1960 et aux États-Unis dans les années 1970. Elle tient ses origines de nombreuses pratiques de combat, entre autres de la boxe birmane (bando lethwei) codifiée au XIe siècle, de la Boxe thaïlandaise (muaythaï) développée au XVe siècle et de nombreux arts martiaux d’Extrême-Orient (karaté, taekwondo, kempo, etc.). Les premiers combats modernes eurent lieu au Japon dans les années 1950 et début des années 1960 aux États-Unis sous l’égide de la fédération américaine de bando. Mais actuellement le terme Kickboxing est une appellation générique qui s’applique à de nombreuses pratiques modernes de combat. Le règlement sportif de chacun des kick-boxing(s) diffère d’une fédération internationale à une autre : boxe « avec » ou « sans » coups de genou, « avec » ou « sans » saisie et « avec » ou « sans » projections.

En compétition, les jeunes et les adultes novices sont équipés de nombreuses protections : casque, plastron, jambières et chaussons en mousse, et les combats s’effectuent avec un contrôle absolu des techniques.

Pour les adultes, il existe deux types d’opposition sportive : l’assaut de « Light-contact » et le combat de « plein-contact » (K.O. system). Cette dernière forme sportive est réservée à des pratiquants expérimentés qui se rencontrent avec un nombre limité de protections voire, pour les élites, sans aucune protection.

Contrairement à des idées reçues, le kickboxing n’est pas plus violent que les autres pratiques pugilistiques. Effectivement, le règlement interdit certaines techniques dangereuses (frappe dans le cou, le dos, les articulations et les centres vitaux).

Le terme « kick-boxing », outre-Atlantique, est une appellation générique pour l’ensemble des pratiques de percussion utilisant les techniques de jambes. En France, l’activité kick-boxing, dans la plupart des clubs de boxe avec les pieds et les poings, est devenue une discipline à part entière. Exemple de technique de jambe :

[B] effectue un coup de pied crocheté en ligne haute, en kick-boxing
- Kick-boxing américain : Dénommé « low-kick » depuis les années 2010 par de nombreuses fédérations internationales. En tant qu’activité moderne le terme « kick-boxing » désigne un sport de combat de percussion se pratiquant sur ring. Dans les années 1960, aux États-Unis l’engouement pour le karaté japonais ainsi que pour les autres arts martiaux (kempo, kung-fu, Taekwondo (karaté coréen), etc.) et la volonté de certains médias font évoluer les choses. Différents styles de pratiques martiales développèrent des formes de contact variées. De nombreux champions désireux de faire connaître la diversité de leurs techniques, contribuèrent à leur évolution. Des tournois étaient organisés par des styles de combat divers ; comme l’United States National Karate Championship de Jhoon Rhee, la Bataille d’Atlanta d’Ed Parker, et dès 1963 les opens sur ring de bando kickboxing (forme héritière de l’ancestrale boxe birmane). D’autres tournois importants comme le Mas Oyama All Worth America Championship (karaté kyokushinkaï au K.O.) ont changé les traditionnels tournois de karaté jusqu’alors organisés sans contact. Également, l’idée de Bruce Lee (célèbre acteur de cinéma, au milieu des années 1970) et Jhoon Rhee (professeur d’Alan Steen, de Jeff Smith et de Gordon Franks) de combattre avec protections et gants, a ouvert une nouvelle voie pour tous les amateurs de « combat réel ». À l’origine le kick-boxing américain est un règlement de compétition, permettant aux compétiteurs des différentes pratiques martiales de se rencontrer dans un certain type de confrontation (à l’origine celui de la fédération mondiale WKA – World Karate Association). Il s’est tellement répandu, qu’il est devenu l’une des formes de sport de combat inspirée des arts martiaux la plus pratiquée au monde.
- Kick-boxing japonais  : Dénommé « K-1-Style » depuis les années 2010 par de plusieurs fédérations internationales. Pour certains, le terme kick-boxing aurait été inventé, au Japon, dans les années 1950 par des karatékas ayant besoin de se confronter. Un des pratiquants de kick-boxing de l’époque est l’étudiant en langues orientales, le birman Maung Gyi, élève également du grand expert du style de karaté « goju ryu » Gogen Yamaguchi dit « Le chat ». Maug Gyi combat au Japon sous différents noms et fait connaître la boxe birmane ou lethwei à l’occasion des tournois de kick-boxing japonais. Pour d’autres, le kick-boxing « officiel » aurait été inventé, après les jeux olympiques de 1964, par le promoteur de combats Osamu Noguchi, pour désigner une version japonaise du muay-thaï. Celui-ci en voyage d’étude dans les pays du sud-est asiatique s’inspira de ce qu’il voyait sur les rings thaïlandais. Peu de temps après, grâce à l’enthousiasme de Kenji Kurosaki adepte du style de karaté « kyokushinkai » (forme autorisant les contacts) naissait ainsi le kick-boxing japonais (une boxe où le règlement permettait de frapper à coups de pied, de poing, de genou et de coude, agrémenté de certaines projections de judo). Le succès fut immédiat. Après avoir créé son propre style de combat, Kenji Kurosaki mit en place un célèbre camp d’entraînement, en 1969, le club « Méjiro-Gym » de Tokyo. Il eut pour élèves des pratiquants renommés comme Akio Fujihira, Toshio Tabata, Yoshiji Soéno, le Français Patrick Brizon, le Hollandais Jan Plas (célèbre entraîneur hollandais) et le brillant Toshio Fujiwara (légende du kick-boxing japonais, avec 129 victoires). Au cours des premières années, les kick-boxeurs nippons venaient directement du karaté japonais de style « kyokushinkai ». La forme de kick-boxing au Monde la plus médiatique est celle pratiquée à l’occasion du célèbre tournoi international du « K-1 » qui réunit les meilleurs combattants de la planète. Spécialement ces règles de kick-boxing appelées « K1-rules » en France ont été édictées au Japon par des karatékas.

[A] porte un coup de genou sauté
- Kickeur : (Fr) Désigne, en France depuis les années 1980, un pratiquant de sports de combat et d’arts martiaux qui utilise en grande majorité des techniques de jambes pour combattre (à ne pas confondre avec le terme « kickboxeur »). Cette façon de dire nous semble très inappropriée notamment car elle ne correspond à aucune dénomination et convention internationale. Ce type de pratique s’oppose radicalement à un combattant qui n’utiliserait que ses poings que l’on appelle « boxeur ». Ex. : on peut être amené à dire d’un compétiteur qu’il est plus « kickeur » que « boxeur » si ses techniques de pied prédominent dans sa  façon de combattre.
- K.-O.-System : (Ang.) Désigne, dans les sports de combat, les pratiques de compétition où la mise hors de combat de l’adversaire est autorisée. Ce qui est le cas pour certaines activités sportives notamment de type boxe : boxes pieds-poings, combat libre, boxe anglaise (compétitions dites de boxe en série « amateur » et de boxe dite professionnelle) et taekwondo. Voir également : « combat », « K.-O.-System », « light-contact », « médium-contact », « no-contact », « plein-contact », « point-fighting » et « pré-combat ».

## L
- Lecture (… du jeu adverse) : (Fr) Vocabulaire des sports. Capacité à observer, à prendre des informations et à étudier le comportement adverse pour s’en servir. Le recueil de données sur l’adversaire permet :

- au coach et à l’athlète, d’élaborer un plan d’action avant le combat (prévision de stratégies),
- à l’athlète, d’ajuster son comportement et ses actions technicotactiques durant la rencontre
- et au coach, d’effectuer des régulations de comportement pendant la minute de repos.
- Lethwei : voir à « boxe birmane ».
- Light-contact : Version contrôlée de nombreux arts martiaux et notamment de boxes pieds-poings (bando-kickboxing, full-contact, kickboxing, etc.) dont les techniques sont freinées à la fin de la course afin de ne pas entraîner de traumatisme. Certaines disciplines sportives la nome « assaut technique ». On trouve cette pratique en bando-kickboxing, full-contact, kickboxing, etc. En compétition, elle se déroule, le plus souvent, sur un praticable de tapis et est accessible à tous les âges et niveaux.

Voir également : « assaut », « combat », « K.-O.-System », « médium-contact », « no-contact », « plein-contact », « point-fighting »  et « pré-combat ».
- Light-kickboxing : Ou « kick-boxing light ». Version light-contact du kick-boxing.
- Ligne (… d’attaque) : (Fr) Vocabulaire des sports de combat. Portions verticales du corps considérées, d’une manière géométrique, comme des hauteurs de cibles. Dans certaines boxes sportives, la ligne basse c’est-à-dire en dessous de la ceinture est une zone d’atteinte interdite par le règlement.

Pour la gestuelle de bras (coups de poing et coude), on recense pour la plupart des boxes sportives deux lignes d’action : la ligne haute (la tête) et la ligne moyenne (le tronc au-dessus du bassin).
Pour la gestuelle de jambe (coups de genou de pied), on recense pour la plupart des boxes pieds-poings deux lignes d’action : la ligne haute et la ligne moyenne. Chez certaines disciplines, la ligne basse (sous la ligne du bassin) est autorisée pour la gestuelle des coups de pied et genou.
Illustration :

Hauteurs des lignes pour le port des coups de poing en boxe anglaise et boxes pieds-poings

## M
- Mobilité : (Fr) Vocabulaire des sports de combat. Capacité à se mouvoir dans l’espace de rencontre, aussi bien sur place, par des mouvements de buste, que par des déplacements. Elle concerne aussi bien les aspects offensifs et défensifs du combat : pas de progression, pas de retrait, pas de décalage, pas de diagonale, bond, désaxage, esquive, etc. En termes défensifs, cette façon de faire répond au « principe de défense » que l’on qualifiera de bon sens « offrir des cibles mobiles (donc) difficiles à atteindre ». En boxe dans les années 1960, l’Américain Cassius Clay alias Mohammed Ali est l’ambassadeur de ce type de boxe dite en mouvement à l’encontre d’une boxe à faible mobilité (statique) et rigide du tronc. L’exemple parfait de la mobilité, est le champion britannique des années 1990, Naseem Hamed, « génie du mouvement » capable de se contorsionner à l’extrême, à se mouvoir dans tous les axes et à voler dans l’espace pour atteindre son adversaire. Voir aussi : déplacements, jeu de jambes, mouvement de buste.
- Muay-thaï  : voir à « boxe thaïlandaise ».

## N
- Nak muay : (Thaï). Autre graphie, « nak-muay ». Désigne un pratiquant de muay thaï.
- Neutralisation de l’activité adverse  : (Fr) Vocabulaire de la science militaire. Action d’anticipation visant à empêcher toute action imminente de l’adversaire ou à annihiler l’attaque au tout début de sa réalisation.

On neutralise l’opposant selon les modes suivants : 
- en allongeant la distance pour « mettre dans le vent » l’adversaire,
- en raccourcissant la distance, appelé « obstruction » (ex. en boxe anglaise: raccourcir la distance pour empêcher un spécialiste de coups de poing à longue trajectoire) ;
- en contrôlant certaines parties de son corps (tronc, bras, jambes) par différents modes d’action : « battage », étreinte, compression, saisie de membre, etc. ;
- en « verrouillant » des portes de sorties pour l’empêcher de s’évader lors d’un contrôle corporel ou de trouver suffisamment de distance (près des cordes, dans le coin du ring) ;
- en stoppant son attaque au tout début de sa trajectoire (coup d’arrêt).
Ex. 1 : en « verrouillant les armes adverses », on gêne la réalisation d’actions offensives et défensives - en saisissant l’adversaire ou en se collant (clinch), ou en interposant par exemple l’avant-bras sur l’arme adverse.
Ex. 2: en « raccourcissant la distance de frappe adverse » ce qui empêche l’adversaire de déployer des coups à distance longue (notion d’obstruction).
Illustrations de neutralisation de la future activité adverse : 
.Ex. 1 : 

[A] « casse la distance » pour annihiler le coup de poing circulaire (crochet) adverse, ici en Boxe birmane
.Ex. 2 : 

[A] « se colle à l’adversaire » pour l’empêcher de travailler en coups de poing
.Ex. 3 : 

À la fin du développement de l’attaque adverse, [A] porte un coup d’arrêt (stoppage) à l’aide d’un  coup de pied direct de forme « pistonnée »

## O
- Organisation corporelle : Vocabulaire du sport. Capacité à utiliser des attitudes et des actions gestuelles garantissant à la fois, sécurité et efficacité des actions. La meilleure organisation corporelle est celle qui permet « d’atteindre les cibles adverses » « sans être atteint par l’adversaire ». En termes d’organisation corporelle, on parle d’attitude de garde (protection, équilibre, disponibilité à agir et réagir) et d’organisation des actions (mobilisation des segments osseux).

Cette disposition particulière correspond à la logique de la spécialité sportive. On dit qu’un athlète est « organisé » lorsque son attitude relève de comportement lui permettant de « se mettre en sécurité », de s’organiser pour défendre et passer à l’offensive. Plus exactement, il doit être capable de défendre et d’attaquer dans toutes les positions et les situations de jeu. Ex. : par définition, une attitude de garde efficace permettrait de se mettre un maximum en sécurité, de se déplacer rapidement, de défendre et d’attaquer avec facilité. Pour cela les appuis au sol permettent un équilibre permanent, le poids de corps est réparti sur les avant-pieds (plante) favorisant des déplacements dynamiques, les jambes sont tendues sans raideur, le bassin est fixé en rétroversion, etc. Les trois principes d’organisation corporelle sont donc les suivants :
- Être protégé
- Être équilibré
- Être disponible (prêt à agir et réagir).
Illustration ci-dessous :

[A] porte un coup de poing direct du bras avant, à partir d’une station équilibrée lui favorisant une efficacité de la percussion et une mise en sécurité (position du haut du tronc enroulé, épaules remontées mettant le cou et le menton en protection. Le second bras également est dit « en écran » près du corps)
- Ouvertures (Créer des…) : (Fr) Vocabulaire des sports de combat. C’est l’objectif principal des actions de construction du jeu. Différents moyens et procédés permettent de libérer des cibles : les combinaisons des gestes offensifs (enchaînement) et les techniques de manœuvres qui vont mettre en difficulté défensivement l’adversaire.

## P
- Pas de côté : (Fr) Vocabulaire des sports de combat. En anglais, « side step ». Placement du corps hors de l’axe d’attaque adverse par déplacement d’un ou de deux appuis. Certains spécialistes parlent également de décalage (un pied en dehors du couloir direct d’affrontement) et de débordement lorsque l’on sort du couloir direct d’affrontement. Et « pas de diagonale » lorsque le déplacement s’effectue sur un axe oblique. Ci-dessous, deux illustrations de pas de côté :

- Ex. 1 : 

Sur une offensive en jab adverse, [B] après une esquive par décalage (d’un seul appui à l’extérieur du couloir direct et sur l’avant) - dit « pas de diagonale »), contre-attaque (riposte) avec un coup de poing remontant (en anglais, « uppercut ») sur le visage adverse 
- Ex. 2 : 

Sur un coup de pied direct adverse, [B] simultanément à une esquive par décalage, porte une attaque dans l’attaque adverse (contre) 
- Pas de progression : (Fr) Vocabulaire des sports de combat. Déplacement vers l’avant (vers l’adversaire). Le déplacement peut s’effectuer de différentes manières : en glissant, en marchant, en bondissant, etc.
- Pas de retrait : (Fr) Vocabulaire des sports de combat. En anglais, « back step ». Déplacement des appuis vers l’arrière. Consiste à se soustraire de l’attaque adverse par un déplacement arrière (aussi rompre ou retraite). Le retrait complet des appuis entraîne une sortie de la zone d’échange. Il ne doit pas être trop prononcé pour permettre de riposter rapidement. Voir aussi : « retrait de buste ».

Ci-dessous, une illustration de dérobement avec déplacement des appuis au sol : 

Sur une attaque adverse en  direct de bras avant (jab), [A] effectue un pas de retrait
- Piège : (Fr) Vocabulaire des sports d’opposition. Appartient à la catégorie des manœuvres. Moyen technique mis en place pour utiliser la réaction adverse à son avantage (cela par le biais d’une fausse information). Le piège fait partie des techniques de provocation. Il s’agit plus précisément d’une invitation à attaquer (invite ou « attaque commandée »). Il a pour but de but de tromper l’adversaire favorisant une action contre-offensive (ex. : délivrer Attaque dans l’attaque ou une riposte).

On parle de piège d’attitude ou piège de cible dont les configurations sont les suivantes : 
- proposition d’une ouverture dans la ligne d’attaque (découverte d’une « cible ») ;
- comportement incitateur (erreur technique, faiblesse passagère, fatigue, blessure, etc.). Voir également à « appât », « manœuvre » et « stratégie de jeu et « tromperie ».
- Plan d’action : (Fr) Vocabulaire de la science militaire. Démarche qui appartient à la catégorie des stratégies de jeu. Réflexion sur la conduite à adopter durant l’opposition à venir (prise de décision en matière d’actions d’adaptation et de manœuvres) et de prévoir également leurs procédures de mise en œuvre (« démarche »). Les choix de stratégies sont élaborés avant le match ou le round (manche) à partir des relevés de l’observation adverse (« recueil d’observation ») et d’autre part en relation avec les comportements présupposés adverses (sur la base de prévisions). Ainsi le plan d’action dicte la conduite à tenir et indique les actions et schémas tactiques à mettre en place.

Ci-dessous, deux llustrations d’action de jeu : 
- Ex. 1 : 

Tactique de manœuvre (manipulation) : [B] effectue une attaque en coup de poing descendant (en anglais, « overcut » ou « drop ») pour faire monter la garde (protection des bras) et créer des ouvertures en ligne moyenne et basse
- Ex. 2 : 

Tactique d’adaptation (opportunité de jeu) : [B] a profité de la garde ouverte de son adverse pour attaquer dans l’axe direct
- Plein-contact : (Fr) Vocabulaire des sports de combat. Désigne, dans les sports de combat, les pratiques de compétition de plein impact où la mise hors de combat de l’adversaire est autorisée. On parle du principe de compétition dit du « KO-system ». En boxe anglaise, c’est le cas pour les compétitions dites de « Boxe amateur » et de « Boxe professionnelle ».

Voir également : « assaut », « combat », « K.-O.-System », « light-contact », « médium-contact », « no-contact », « point-fighting » et « pré-combat ».
- Point-fighting : Appelé « semi-contact » jusqu’aux années 1990. Une sorte de rencontre de type « escrime » avec des gants et chaussons de boxe américaine, née dans les années 1970 aux États-Unis. Le règlement de rencontre et le mode d’arbitrage est proche de celui du karaté de compétition.
- Précombat : (Fr) Vocabulaire des sports de combat. Désigne, dans les sports de combat et les arts martiaux les pratiques de compétition où les techniques sont portées avec puissance exceptés au visage et où la mise hors de combat de l’adversaire est interdite. Dans certaines disciplines, cette forme de combat est un passage intermédiaire entre la forme contrôlée (light-contact et le plein-contact. De nombreuses fédérations proposent ce type de rencontre pour la catégorie cadet(te) c’est-à-dire les 16-17 ans. Cette forme est à différencier du middle-contact, forme dans laquelle les techniques sont seulement « lâchées » et non appuyées.

Voir également : « assaut », « combat », « K.-O.-System », « light-contact », « médium-contact », « plein-contact » et « point-fighting ».
- Pressing : (Fr) Vocabulaire des sports d’opposition. Comportement offensif continu vers l’avant visant à perturber et prendre le dessus sur l’adversaire. Certes, le pressing exerce sur l’opposant une contrainte physique (corporelle) mais également une contrainte mentale, une sorte de « pression mentale » (gestion du stress et lucidité) que doit gérer l’opposant au même titre que les réponses motrices (comportements techniques d’adaptation).

Ci-dessous, une illustration : 

[A] en progression en coup de poing direct du bras avant (en anglais, « jab ») avance en force sur l’adversaire (pressing)
- Problème à résoudre : (Fr) Vocabulaire de la science militaire. Se présente comme la difficulté principale à résoudre dans une phase de match. En compétition, lors de la minute de repos, le coach a un rôle essentiel à jouer en la matière. Il doit aider l’athlète à trouver une « solution » (un remède) à apporter au problème en présence. Exemple de problème : Après plusieurs rounds à son avantage, [A] s’accroche sans arrêt pour empêcher [B] de « travailler » et de marquer des points. Solution proposée pour [B] : il va adopter une attitude de fuyard et d’esquiveur (C’est-à-dire, il ne va pas avancer pour ne pas risquer de se faire neutraliser). Il travaille de loin, passe sur les côtés quand [A] avance et place des ripostes et des contres. Voir aussi « comportement adaptatif » et « « situation-problème ».
- Profil du combattant : (Fr) Vocabulaire de la science militaire. Dans les sports d’opposition, on appelle « profil » l’ensemble des données propres à un athlète (activités offensives et défensives,  aptitudes,  façon de combattre, morphologie et tempérament de l’athlète, etc.) dont il faudra tenir compte et même tirer profit durant l’opposition afin de renforcer l’efficacité. Ces données se caractérisent en critères de « points forts » et « points faibles ».

Lors de l’intervention d’un observateur extérieur, le recueil des données s’effectuera à l’aide d’une fiche d’observation dont les différentes rubriques précisent les éléments à observer.
Les données sont rassemblées et analysées par l’athlète en association avec l’entraîneur (coach) afin de déterminer un recueil des opportunités (dénommées « profit ») et de mise en garde éventuelles. Dans un second temps, l’équipe d’encadrement et l’athlète établiront un « plan de conduite » (plan d’action).
Elles appartiennent aux domaines suivants :
. 1 - caractéristiques : morphologie,  aptitudes physiques et mentales, tempérament de l’athlète, etc.
. 2 - façon de combattre : style adopté qui peut être une manière de faire propre ou/et empruntée à un style de combattant ou/et issue d’une école de combat.
. 3 - actions de jeu : activités offensives et défensives.
Voir aussi « opportunité », « actions de profit » et « recueil d’observation ».
- Profit (Action de...) : (Fr) Vocabulaire de la science militaire. Appartient à la catégorie des stratégies. Se résume par « l’utilisation de situations favorables » (Delmas, 1981). Ensemble d’activités de combat consistant à utiliser les caractéristiques et les comportements adverses à son avantage. « Tirer profit » de l’activité adverse est une compétence de combattant expérimenté.

Il existe deux catégories de profit :
- le profit issu d’une opportunité (constatée chez l’opposant) appelé « profit direct » propre à son style, ses caractéristiques et ses actions offensives et défensives ;
- et le profit engendré par une manipulation de l’adversaire « profit indirect » (Delmas, 1973).
Exemple : inciter l’opposant à adopter une attitude précise, une façon de faire, afin d’utiliser le comportement adverse.
Les « actions de profit » s’enseignent à l’entraînement et font partie d’un travail d’apprentissage conséquent. Ex. : à la suite de plusieurs activités de pressing et de cadrage, [A] a remarqué qu’à l’approche des cordes, l’adversaire [B] s’échappe toujours du même côté. À la prochaine occasion [A] a décidé de « cueillir » [B] au moment de la sortie latérale.
Voir également à « exploitation de l’adversaire », « opportunité « et « profil du combattant ».
- Projection (Technique de…) : Vocabulaire des sports de combat. Action destinée à expédier (souvent violemment) l’adversaire au sol. Les techniques de projection utilisent un ensemble de mouvements segmentaires et musculaires qui déterminent des classes caractéristiques dites « formes de corps ». Chacune d’entre elles fait appel à une ou plusieurs actions de déséquilibre. On trouve : les arrachés (soulevés), les balayages, les épaulés, les hanchés, les ramassages (enfourchement et autres), etc. Illustrations de projections :

.Ex. 1 : 

[A] porte une « technique dite d’épaule » avec saisie sous le bras (projection avec un point de bascule à partir de l’épaule adverse)
.Ex. 2 : 

[A] porte une « technique dite de hanche » avec saisie du cou et bras (projection avec un point de bascule à partir de bassin adverse)
- Punching-ball (ou ballon de frappe) : Ballon d'entraînement en cuir cousu, fixé au bout d'une tige métallique articulée plantée au sol ou accrochée au plafond.

## R
- Ramassage de jambe : Vocabulaire des sports de combat. Saisie de la jambe d’attaque de l’adversaire. Voir aussi « enroulement de jambe ».

Illustration :
. Ex. 1 : 

Lors d’une attaque en coup de pied direct en ligne moyenne (en anglais, « front kick »), [B] esquive par le biais d’un pas de retrait en arrière (déplacement des deux appuis) et saisie la jambe adverse
. Ex. 2 : 

Lors d’une attaque adverse en coup de pied circulaire en ligne moyenne (en anglais, « roundhouse kick »), [B] après une défense, saisie la jambe adverse et riposte avec un fauchage sur la jambe d’appui
- Rassemblement de jambes : Vocabulaire des sports de combat. Plus exactement, il s’agit d’un « rassemblement des appuis au sol ». Action défensive qui consiste à ramener le pied avant vers l’arrière pour éviter d’être touché. Voir également à « pas de retrait ».

Illustration :

Lors d’une attaque en coup de pied direct en ligne moyenne (en anglais, « front kick »), [A] esquive sur place avec un déplacement de la jambe avant vers l’arrière (rassemblement de pieds) et dévie latéralement la jambe adverse
- Recueil d’observation : le recueil d’observation en sport rassemble les différents comportements d’une prestation. Ainsi, ces observations pourront être exploitées dans l’élaboration d’un plan d’action. Lors de l’intervention d’un observateur extérieur, il s’effectuera à l’aide d’une fiche d’observation dont les rubriques précisent les éléments à observer.
- Reculoir (sur le…) : Vocabulaire du sport. Expression de compétition qui indique qu’un boxeur est sur la défensive ou qu'il subit un pressing adverse et qui peut indiquer également qu’il est en grande difficulté.
- Retrait corporel : (Fr) Vocabulaire des sports de combat. Appartient à la catégorie des types de défense et notamment d’esquive. Action de soustraction du buste sur attaque adverse. Il permet de conserver la distance d’action contrairement à un pas de retrait. On distingue différents types de retrait selon la forme d’attaque :

. 1 - Retrait de buste : Action de soustraction du buste sur attaque adverse. Il permet de conserver la distance d’action contrairement à un pas de retrait. Ci-dessous, deux exemples de dérobement du tronc en arrière : 
.Ex. 1 : 

[B] effectue un retrait du tronc vers l’arrière et place une attaque en coup de poing remontant (en anglais, « uppercut ») cela sur une attaque adverse en coup de poing direct du bras avant (en anglais, « jab »)
.Ex. 2 : 

[B] effectue un retrait du tronc vers l’arrière sur une offensive en coup de pied direct en ligne haute (en anglais, « front kick ») 

. 2 - Retrait de jambe : Action consistant à un dérobement de la jambe visée par l’attaque adverse. Il s’effectue le plus souvent vers l’arrière ou vers le haut. Lorsque le retrait arrière se fait par un ramener de pied avant sur pied arrière, on parle alors de « rassemblement » d’un pied vers l’autre. Ci-dessous, deux illustrations de dérobement du membre inférieur : 
.Ex. 1 : 

[B] effectue un retrait de jambe vers le haut sur une attaque adverse en  coup de pied circulaire en ligne basse (en anglais, « low kick »)
.Ex. 2 : 

[B] effectue un retrait de jambe vers l’arrière sur une attaque adverse en coup de pied bas
- Riposte : (Fr) Vocabulaire des sports de combat. Terme utilisé en sports de combat pour parler de contre-attaque, en anglais « counter-attack », en Japonais, « go no sen » ou « machi no sen » (後の先), c’est-à-dire une post-attaque ou reprise de l’initiative). La contre-attaque est une offensive déclenchée après une attaque adverse et généralement après avoir effectué une défense. On parle aussi de « réponse » à l’attaque adverse : « Coup ou enchaînement de coups déclenchés après avoir annihilé l’attaque adverse par une technique de défense. Ex. en sport de combat de percussion : blocage de l’attaque (ou déviation de l’arme ou esquive de l’attaque) suivi d’une riposte du bras avant ou du bras arrière. Le concept de “contre-attaque” est un terme générique usité dans de nombreux sports d’opposition et notamment en sport collectif. En position de défense, on prend l’initiative de contre-attaquer juste au moment même où l’adversaire a terminé son attaque. Cette appellation est présente dans les manuels d’escrime et de boxe du 19e siècle[9] et de la première partie 20e siècle (Blanchet, 1947). Mais, en pratique courante, on emploie plus facilement le verbe « remiser » que « riposter » pour parler d’une contre-attaque. Ex. : l’entraîneur à son poulain : « remise en uppercut quand tu passes sous ses crochets ! ». Voir « remise ».

. Ex. 1 : 

1.  ⇒  2. 

1. Après une défense en couverture de la cible lors d’un crochet (en anglais, « hook »)…

2. ...[B] riposte en uppercut du bras arrière
. Ex. 2 : 

1.  ⇒  2. 

1. Après une absorption d’un jab…

2. ...[B] riposte en underhand du bras arrière
. Ex. 3 : 

1.  ⇒  2. 

1. Après une couverture sur un cross plongeant…

2. ...[A] riposte en uppercut du bras arrière
- Routine technique : vocable technique utilisé dans certains sports pour qualifier le travail de répétition technique et technicotactique. En boxe et sports de combat, il concerne les gestes techniques, les séries de coups et autres schémas tactiques répétés à la salle pour automatiser des comportements de combat.
- Rush : (Ang.) Littéralement « se ruer » sur l’adversaire. Ce terme correspond à différentes actions en boxe :

- se précipiter en avant,
- se projeter soudainement en avant pour porter une attaque,
- foncer sur l’adversaire, voire bousculer l’adversaire. On apparente quelquefois cette forme action à un bond de félin sur sa proie ou à la ruade d’un animal à cornes.

## S
- Saisie (Forme de…) : Vocabulaire des sports de combat. Les formes de saisies sont règlementées dans la plupart des disciplines de combat de type boxe. En boxe anglaise, comme en full-contact, elles sont prohibées, même si l’arbitrage admet quelquefois des tolérances. Par contre, dans les autres boxes connues, elles sont permises mais pour certaines avec des limitations. Par contre en boxe birmane, tout type de saisie et de ramassage de segment fait partie de la façon de combattre de la discipline.
- Saper : (Fr) Vocabulaire des sports de combat. Percuter à plusieurs reprises la même zone corporelle afin de la fragiliser. Ex. : en combat au K.-O.-System, porter des crochets toujours sur le même bras pour tétaniser les muscles de l’arme.
- Savate : ou « boxe française savate ». En abréviation, « BF ». Sport de combat de percussion, une sorte d’escrime les pieds chaussés et les poings gantés se pratiquant dans un enclos de cordes. Dans les années 1970, elle prend le nom de « BF Savate ». Depuis l’an 2000, la discipline se nomme « Savate BF ». Issue d’une demande de pratique d’autodéfense, née de l’insécurité des rues parisiennes au XIXe siècle, Michel Casseux, bagarreur de rue et fin stratège, ouvre une salle de « savate » en 1820, où il enseigne son art des coups de pied en ligne basse et de la défense les mains ouvertes. Dans son ouvrage Théorie de la Savate, il répertorie les coups de pied les plus pratiques. C’est en 1830 que Charles Lecour et son frère, tous deux élèves de Michel Casseux, ouvrent à leur tour une salle rue Montmartre à Paris. À la suite d'une défaite contre un boxeur anglais, Charles Lecour décide d’introduire les techniques de coups de poing de la boxe anglaise. Associant les coups de pied de la Savate et les coups de poing du Noble art, il nomme cette discipline en 1830 : « boxe française ». Parallèlement dans le sud de la France, se développe depuis plusieurs siècles un art de combat également français, le chausson (dit marseillais). C’est l’amalgame de ces différents arts de combat qui feront la richesse de la B.F.

coup de pied « fouetté » (coup de pied de type circulaire) en ligne haute lors d’un travail gestuel dans le vide ici en shadow-boxing
- Semi-contact : voir à « point-fighting ».
- Shoot-boxing : Abréviation, « SB ». Est un sport de combat moderne utilisant les coups de poing, de pied et de genou associés à des techniques de projection et certaines formes de soumission. C’est avant tout une boxe pieds-poings qui s’est développée sous l’influence du kickboxing par le japonais Caesar Takeshi. Cette discipline se rapproche du kick-boxing japonais originel des années 1960 avec des projections de judo.

Le shoot-boxing est créé en août 1985 par le kick-boxeur japonais Caesar Takeshi. Certains combattants de MMA ont commencé leur carrière par le shoot-boxing comme Hayato Sakurai. Le shoot-boxing a également attiré dans ses rangs de grands combattants comme le fameux Jens Pulver et également des stars du K-1 World MAX comme Andy Souwer, Albert Kraus et Hayato Sakurai. Le premier grand événement de shoot-boxing a eu lieu le 1er septembre 1985.
Particularités réglementaires : 
- le match peut être remporté par une technique de soumission (clé ou étranglement) en position debout ou en arrivant au sol.
- une projection à grande amplitude de l’adversaire est signalée par l’arbitre qui annonce de vive voix un « shoot » en levant le bras.
- la tenue de combat respecte le choix du combattant (pantalon ou short).
- Sparring-partner : (Fr) Vocabulaire des sports de combat. Partenaire d’un certain niveau destiné à faire de l’opposition à un athlète ou champion en préparation de match.

## T
- Tactique de jeu : (Fr) Vocabulaire de la science militaire. Appartient à la catégorie des adaptations et manœuvres de match. Elle relève d’un ensemble d’intentions (d’idées) qui s’inscrivent dans un « plan d’action » dans le but d’assurer le gain du match (appelé également, « programme d’action » ou plan tactique). On parle également de schémas tactiques (combinaison des moyens d’action) consistant à mettre en place des « stratégies prédéterminées » avant un match voire mieux, des « stratégies adaptatives » au fur et à mesure du match. Une bonne tactique peut permettre de compenser une insuffisance physique et technique. Et selon le dicton : « on ne change pas une tactique qui gagne ». Les « principes tactiques » dits standards relèvent de différentes catégories de compétences. Ils ont pour but de faciliter la tâche offensive ou contre-offensive :

- ceux inhérents aux caractéristiques adverses, à ses particularités physiques, psychologiques et comportementales (ex. : l’adversaire est plus grand, il utilise ainsi une allonge qui est importante, et il faudra que l’athlète adapte ses actions en conséquence) ;
- ceux inhérents à l’activité adverse (ex. : l’adversaire avance, il fait le pressing, ou c’est habituellement un fonceur… et il faudra également que l’athlète adapte ses actions en conséquence).
- Tromperie : (Fr) Vocabulaire de la science militaire. Appartient à la catégorie des manœuvres. C’est un procédé destiné à utiliser la réaction adverse à son avantage. Cette réaction est induite par une technique de désinformation (donner une information « trompeuse » comme son nom l’indique). On répertorie deux catégories de tromperies :

- en situation d’offensive : les ruses (coup masqué, coup différé, feinte, point de pression, etc.) ;
- en situation de contre-offensive : les pièges (appât, invite, leurre, etc.).
Voir aussi, « manœuvre » et « stratégie ».
Ci-dessous, une illustration de tromperie : 
1.  ⇒  2. 
1. [A]  invite une attaque en ligne basse (appât)… 

2. … et riposte en coup de poing direct du bras arrière

## V
- Verrouiller (… les futures actions adverses) : (Fr) Vocabulaire de la science militaire. Action dite de neutralisation consistant à empêcher le développement de l’activité adverse par le contrôle du corps adverse et notamment de ses armes. Ex. : venir au contact de l’adversaire (« se coller ») pour l’empêcher de donner des coups.

Illustration d’une action de jeu : 

[A] vient se coller en saisissant l’opposant sous les bras afin de neutraliser toute future action adverse
- Vista : (Ita) C’est-à-dire avoir un bon « coup d’œil ». Aptitude à prendre des informations et à les utiliser (notion d’opportunité). Cette aptitude appartient le plus souvent aux athlètes expérimentés ou ayant de l’« instinct », au même titre que l’à-propos, l’esprit de contre, le timing, etc. Dans le combat, la prise d’information doit être permanente afin de répondre avec adéquation aux sollicitations adverses. Ex. : utiliser une faute de déplacement afin de cueillir l’opposant dans son déplacement.
- Vraie-garde : (Fr) Vocabulaire des sports de combat. Désigne l’attitude d’un combattant dont la position est propre à un vrai droitier, c’est-à-dire le pied gauche avancé par rapport au droit.

Illustrations ci-dessous :
. Ex. 1 : 
Attitude d’un combattant en « vraie-garde »
. Ex. 2 : 
A gauche de l’image, le combattant en est « vraie-garde » et celui de droite, en « fausse-garde »

## W
- Wrestler : (Ang) En français, « lutteur ». Désigne en anglais un combattant de lutte sportive (wrestling). En France, on parle de « grappleur » pour un combattant de grappling (lutte sportive américaine).

## Fédérations internationales de boxe anglaise

### Boxe anglaise professionnelle
- WBA : World Boxing Association, la plus ancienne, fondée aux États-Unis en 1921
- WBC : World Boxing Council, fondée le 14 février 1963, à Mexico
- IBF : International Boxing Federation, fondée en 1983
- WBO : World Boxing Organization, fondée en 1988

### Boxe anglaise amateur/olympique
- AIBA : Association internationale de boxe amateur, fondée en 1920 et reconnue par le  Comité international olympique (CIO)

## Fédérations internationales des boxes pieds-poings et boxes dites martiales

### Boxes américaines, boxes japonaises et arts martiaux rattachés
Structures mondiales du sport professionnel et amateur : arts martiaux traditionnels et modernes, activités de self-défense, boxes pieds-poings, sports pieds-poings-sol, luttes sportives au corps-à-corps, activités du sport adapté (handisport) :
- WKA : World kickboxing & karate association, la plus ancienne, fondée aux États-Unis en 1976
- WAKO : Association mondiale des organisations de kickboxing, fondée en Allemagne en 1976 - Officiellement reconnue par le GAISF en tant qu’organe officiel du kick-boxing mondial amateur. Un organe rattaché, la « WAKO-PRO » gère les disciplines professionnelles
- ISKA : International sport kickboxing association fondée aux États-Unis en 1986 - Amateurs et pros, héritière de l’ex Professional karaté association (PKA) fondée aux États-Unis en 1975
- ICO : International combat organisation, fondée en Angleterre en 2010

### Savate-boxe française
- F.I.Sav : Fédération internationale de savate, savate, savate pro, canne de combat

### Boxes duSud-est asiatique
- ITBA : International thaing bando association, boxe birmane, lutte birmane, arts martiaux birmans à mains nues et armes traditionnelles
- WMC : World Muaythai Council – combattants professionnels
- IFMA : International of Federation Muaythai Amateur

## Fédérations françaises

### Boxe anglaise
- FFB : Fédération française de boxe, boxe professionnelle, boxe amateur/olympique, boxe éducative, boxe loisir, aéroboxe et handi-boxe. – Président : André Martin – Directeur Technique National : Patrick Wincke

### Boxes américaines, boxes chinoises, boxes japonaises, boxes de l’Asie du Sud-Est et arts martiaux rattachés
- FSC : Fédération de sports de combat (et arts martiaux), arts martiaux traditionnels et modernes (jeet-kune-do, judo, ju-jutsu traditionnel et moderne, kali-arnis-eskrima, karaté traditionnel, kobudo traditionnel et moderne), activités de la défense personnelle (kick-défense, P.I.S.D), activités de mise en forme/fitness-martial (aéro-kick, cardio-kickboxing), boxes pieds-poings (full-contact, kickboxing, muaythaï), sports pieds-poings-sol (boxe libre, shooto), luttes sportives au corps-à-corps (submission-wrestling), activités du sport adapté (toutes les disciplines précédentes pratiquées en handisport martial) - fédération créée en 2002 – Président : Thierry Muccini – Directeur Technique Fédéral : Alain Delmas
- FFKMDA : Fédération française de kick boxing, muay thaï et disciplines associées : précédemment la Fédération française de sports de contact (FFSCDA), muay thaï, chauss'fight, kick-boxing, K1-rules, pancrase, bando, boxe birmane, kung-fu de contact et sanda, lutte contact, boxe boji  - fédération créée en 2008 – Fondée en 2008 - Président : Nadir Allouache – Directeur Technique National : Albert Pernet
- FFKDA : Fédération française de karaté et disciplines associées, karaté, karaté contact, karaté full-contact, karaté mix, krav maga, arts martiaux du Sud-Est asiatique (penchak Silat ),  (arts martiaux vietnamiens : Võ Cổ Truyền (Vovinam Viet Vo Dao, Quách Van Kê, Quan Khi Dao), yoseikan budo, wushu (formes de combat : sanda, shuaï-Jiao, arts martiaux externes et internes, qi-gong) – Président : Francis Didier – Directeur Technique National : Dominique Charre
- AFMT : Académie française de muay-thaï – Président : Jo Prestia – Directeur Technique Fédéral :
- FAEMC : Fédération de taï thi thuan et thi gong – Président : Christian Desport
- CNFWUSHU : Comité national du kung-fu wushu et arts martiaux chinois
- FAMTV : Fédération des arts martiaux traditionnels vietnamiens

### Savate-boxe française
- FSBFDA : Fédération française de savate boxe française, savate, savate pro, canne de combat, savate bâton défense, savate forme – Président : Joël Dumez – Directeur Technique National : Thierry Mardargent

## Sources
- Chaliand Gérard, Blin Arnaud, Dictionnaire de stratégie militaire, Éd. Perrin, Paris, 1998
- Delmas Alain, 1. Glossaire des sports de combat, Université P. Sabatier - Toulouse, 1973 –2. Les comportements d’opposition, Mémoire de BEES 2°, Évry, 1978 – 3. Lexique de combatique, le verbe contre la barbarie, document de formation, UFR-EPS, Université P. Sabatier - Toulouse, 1975-1980 – 4. Cahiers de formation du moniteur, Ligue de Picardie, Amiens, 1981– 5. L’acte d’opposition, Ligue de Picardie, Amiens, 1981 –– 6. Définition du Kick-boxing, Commission des formations, FFKBDA, 1999 – 7. Lexique de la boxe et des autres boxes, document de formation en boxes pieds-poings, Université d’Aix-Marseille, 2005 – 8. Technoboxe : fiches techniques de la boxe et des autres boxes, Université d’Aix-Marseille, 2006 – 9. Manuel de formation des enseignants en sports de combat, Université des Savoies, 2014
- De Montbrial Thierry et Klein Jean, Dictionnaire de stratégie, PUF, Paris, 2000
- F.F.E., Les cahiers de la commission pédagogique nationale d’escrime, Éd. INSEP, Paris, 1981
- Géré François, Pensée stratégique, Ed. Larousse, Paris, 1999
- Habersetzer Gabrielle & Roland, Encyclopédie des arts martiaux de l'Extrême-Orient, Éd. Amphora, Paris, 2000
- Lombardo Patrick, Encyclopédie mondiale des arts martiaux, Éd. E.M., Paris, 1997.